# Mur des Lamentations

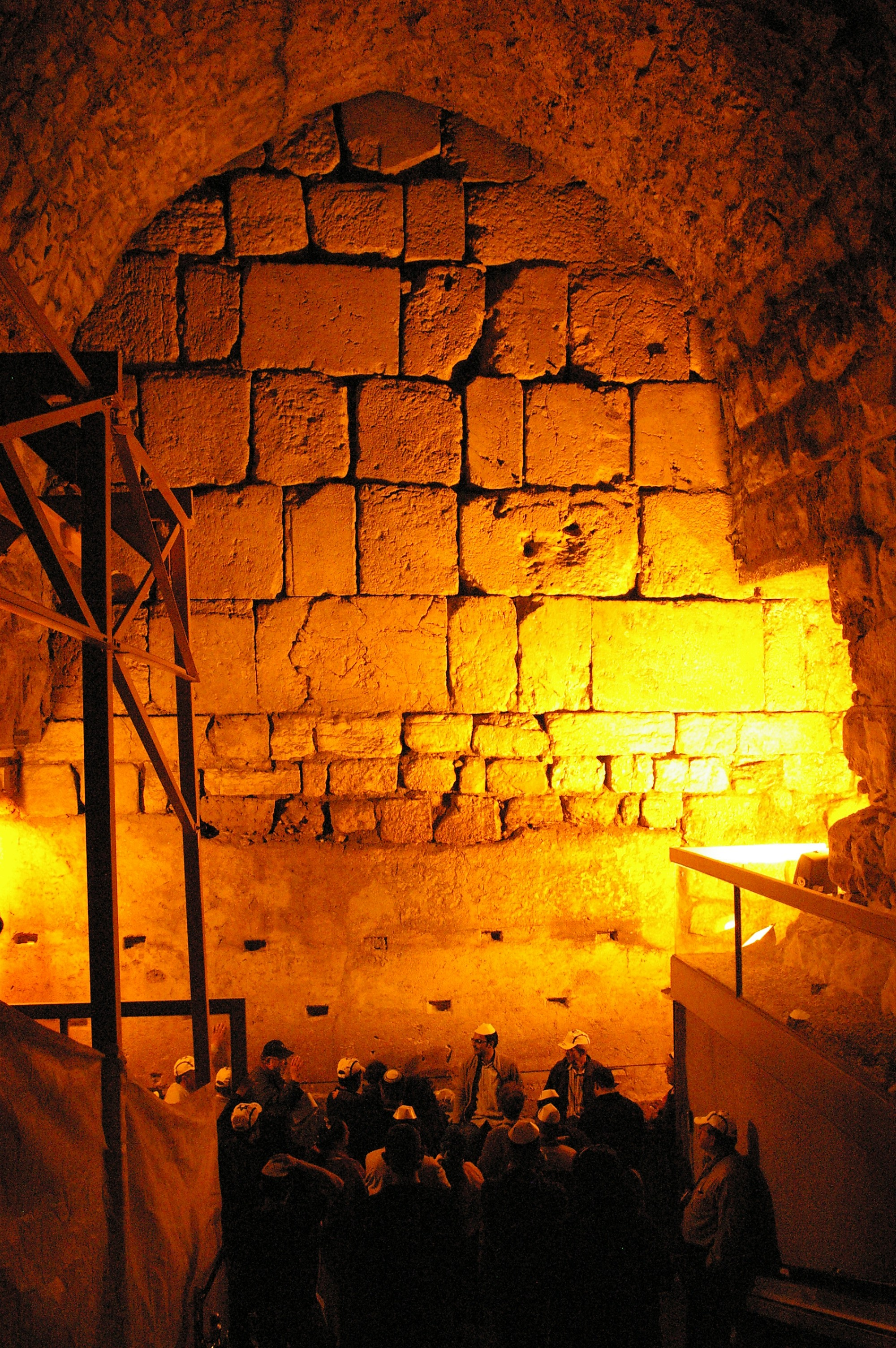
Dans le tunnel du Mur occidental.

Le mur des Lamentations — ou le Mur occidental selon l’appellation traditionnelle juive (hébreu : הכותל המערבי, translit. : HaKotel HaMa'aravi, familièrement le Kotel) — est une partie du mur de soutènement de l'esplanade de l'ancien temple de Jérusalem, situé dans le quartier juif de la vieille ville de Jérusalem. Bâti au Ier siècle apr. J.-C. durant l'achèvement de la construction du Second temple, il renforce le flanc occidental du temple, d’où son appellation juive traditionnelle de Mur occidental (la partie orientale faisant partie des remparts de Jérusalem,), et en constitue l’un des principaux vestiges. Il est révéré en cette qualité comme mur du mont du Temple, d’autant qu’il est actuellement le lieu le plus proche du Saint des saints, et est de ce fait considéré par le peuple juif comme l'endroit le plus saint pour la prière. Après l’exclusion des Juifs de Judée décidée en 135 à la suite de la révolte de Simon ben Koziva, ils sont autorisés contre paiement à se rendre un jour par an au pied du mur pour se lamenter sur la destruction de la ville. L’appellation « mur des Lamentations » apparaît alors dans les écrits des pèlerins chrétiens, et témoigne de l'antijudaïsme ambiant car la destruction du Temple est considérée comme la preuve des enseignements de Jésus ainsi que le juste châtiment des Juifs qui ne l’ont pas accepté. C'est le terme le plus utilisé en français vers la fin du XIXe siècle. Considéré dans la tradition musulmane comme le lieu où Mahomet parque sa monture (arabe : الْحَائِطُ ٱلْبُرَاق al-Ḥā’iṭu ’l-Burāq), il est intégré au VIIe siècle aux murs d'enceinte de l'esplanade des Mosquées lors de la construction du dôme du Rocher puis de la mosquée al-Aqsa. Il est, selon la tradition juive, redécouvert après avoir été enseveli sous un monceau d’ordures, et un lieu de culte y est établi dès le XIVe siècle. Les Juifs continuent de s’y recueillir jusqu’à la guerre d’indépendance d’Israël, à l’issue de laquelle Jérusalem est divisée et les Juifs sont expulsés de leurs quartiers qui se trouvent désormais sous contrôle jordanien. La prise de la ville, et de son lieu saint, quelque vingt ans plus tard est l’un des symboles les plus marquants de la guerre des Six Jours, et le Mur occidental revêt une importance nationale pour Israël, tandis que sa proximité avec des lieux saints de l’islam en fait l’un des points contentieux les plus sensibles du conflit israélo-palestinien.

## Construction du mur
Le mur des Lamentations est un vestige du mur de soutènement qui a été érigé afin d'étendre le plateau naturel sur lequel le Second temple de Jérusalem a été construit. Les grands blocs de pierre de la partie inférieure sont de style hérodien, analogues au mur d'enceinte du tombeau des Patriarches à Hébron.
Jusqu'au début du XXIe siècle, les historiens pensaient que cette extension avait été réalisée par Hérode Ier le Grand en vue d'agrandir ou de reconstruire le temple. Mais en 2011, des recherches archéologiques par l'équipe de Ronny Reich remettent cette version en question. En effet, la découverte, au pied des fondations du mur, de pièces de monnaie frappées  en 17 ou 18 apr. J.-C. par Valerius Gratus, préfet de Judée, démontre que la construction de ce mur a été entreprise plus de quinze ans après la mort d'Hérode en 4 av. J.-C. Derrière le mur, les vestiges romains d'un odéon de deux cents places et de thermes ont été découverts. Cela concorde avec les écrits de l'historien romain Flavius Josèphe selon lequel les travaux au mont du Temple faisaient partie de la ville romaine d'Aelia Capitolina et n'avaient été terminés que sous le règne du roi Agrippa II (appelé également roi Jannaï),.

## Description
Le pan de 57 mètres de long visible à l'extérieur n'est en fait qu'une partie de la muraille occidentale qui s'étire sur 497 mètres. Le reste du mur est actuellement situé pour une partie dans le quartier arabe de la ville, utilisé comme quatrième mur par les maisons attenantes, et pour l'autre enterré. Cette partie souterraine peut être vue en empruntant le tunnel souterrain qui longe une partie du mur sur plus de 200 mètres.

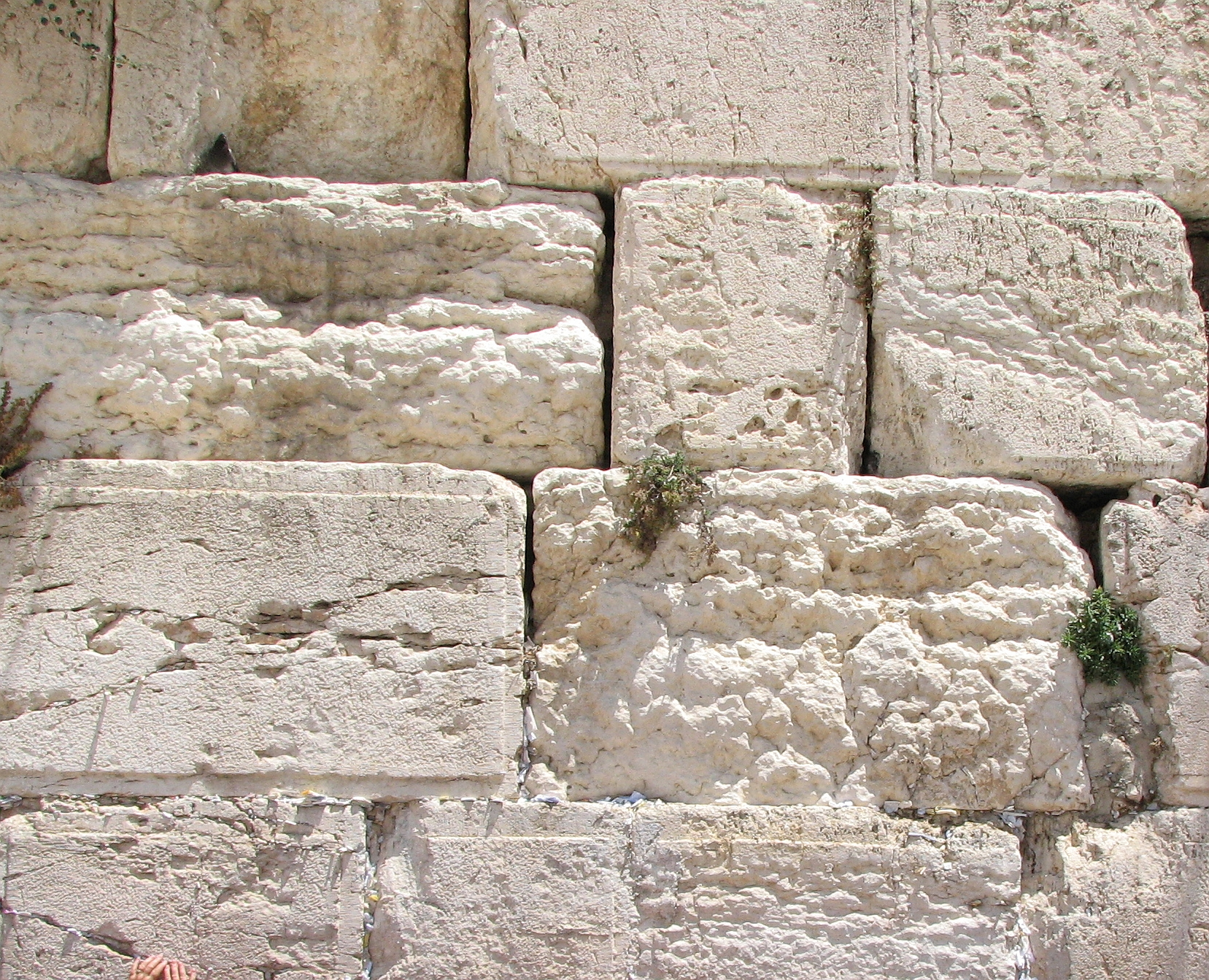
Pierre malakhé (grey gold) du mur.

Cette muraille est constituée de quarante-cinq rangées de pierres de taille en pierre calcaire de Jérusalem, dites malakhé ou malaki (« royal » en hébreu et en arabe) rappelant le marbre, dont la catégorie est nommée grey gold (« or gris »).
Elles ont probablement été extraites de la carrière ou (en) grotte de Zedekiah (dite aussi de Salomon, de Soliman, de Koreh...) évoquée notamment par le géographe arabe Al-Muqaddasi (Xe siècle apr. J.-C.) et par le commentateur juif Rachi (XIe siècle), située sous le quartier arabe de la Vieille Ville, entre la porte de Damas et celle d'Hérode et dont l'entrée se place juste sous le mur. Des pierres du mur peuvent provenir également d'une carrière adjacente au quartier orthodoxe de Ramat Shlomo situé au nord de la ville,.
Des quarante-six rangées de pierre dénombrables et présentes aujourd'hui, vingt-neuf sont exposées à la vue de tous et dix-sept sont souterraines.
La taille et le poids des pierres varient, allant de deux tonnes à plusieurs centaines comme celle que l'on peut voir dans la partie souterraine, qui est un monolithe de quatorze mètres de long pesant cinq cent soixante-dix tonnes, inséré dans la section basse du mur.
La hauteur initiale du mur de soutènement était d'environ soixante mètres, mais le point culminant actuel se situe à quarante mètres (alors que sa partie supérieure n'est pas d'origine) ; elle est de trente-deux mètres sur la partie visible du lieu de prière.

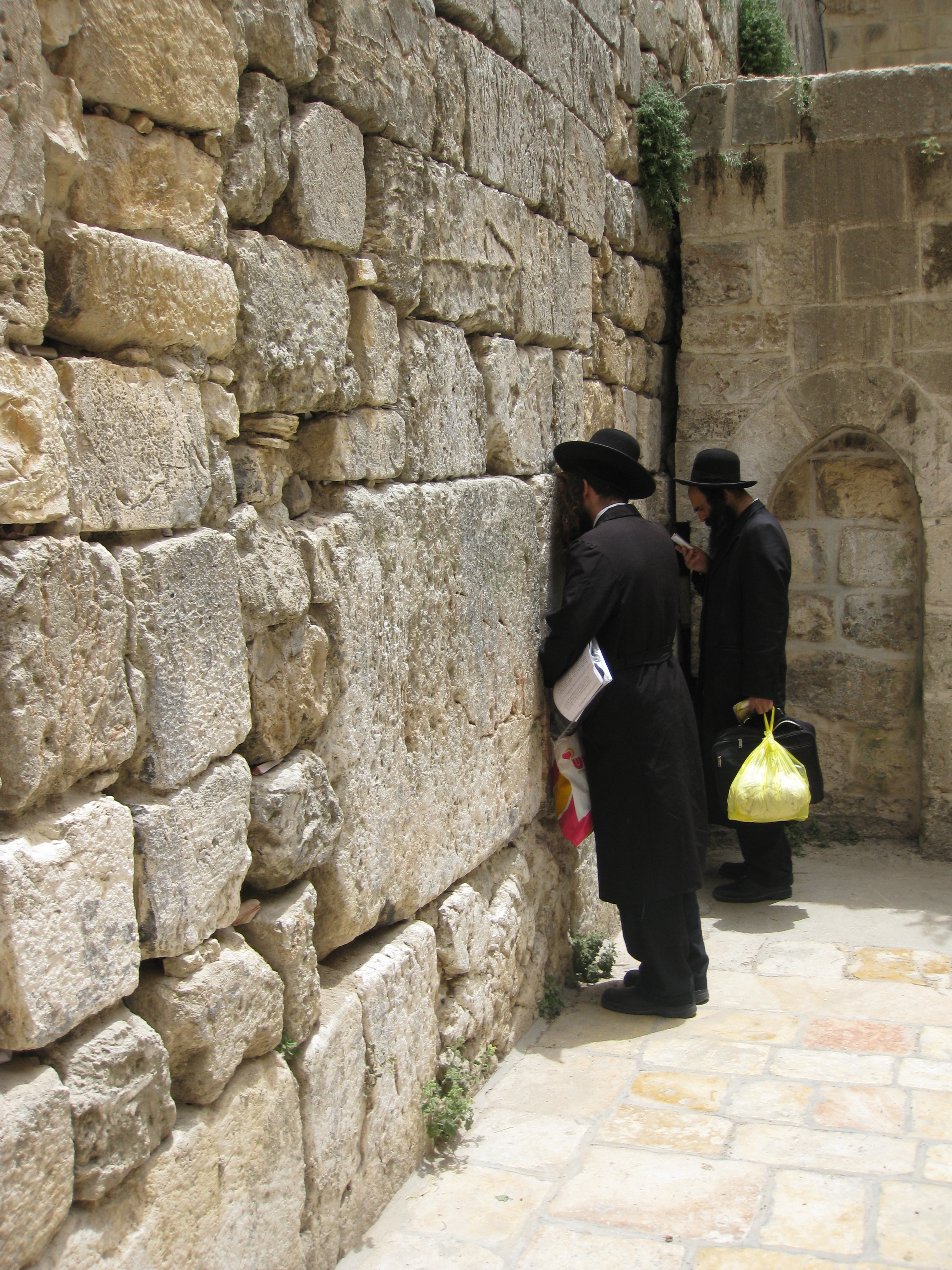
HaKotel HaKatan, le Petit Mur.

En raison d'une interdiction de recherches archéologiques sur le dit mont du Temple (chez les Juifs) ou la dite esplanade des Mosquées (chez les musulmans), l'épaisseur du mur n'a pu être mesurée précisément, mais néanmoins, diverses mesures donnent quatre mètres en bas et deux mètres à son sommet.
Afin de stabiliser ce mur de soutènement soumis aux pressions énormes des arcs et des voûtes des espaces intérieurs situés à l'arrière, il a été construit selon un modèle pyramidal de sorte que chaque couche est décalée d'environ deux pouces par rapport au niveau inférieur et l'on peut constater visuellement ces pentes dans les coins du mont du Temple. Selon l'archéologue de Jérusalem Dan Bahat (en), le motif pyramidal a pour but de corriger l'effet d'optique qui pousse à croire que le mur est incliné dans sa direction dès lors qu'on se place en hauteur.
Dans une autre portion de ce mur, un peu plus au nord, est un endroit considéré par certains comme plus proche du Saint des Saints que le grand Kotel ; il est appelé le Kotel HaKatan, « le Petit Kotel » et situé dans le quartier arabe. Une petite chambre souterraine, appelée « la Grotte », située dans le tunnel du mur des Lamentations, est encore plus proche du Saint des Saints, mais elle ne peut être visitée que par quelques personnes à la fois.

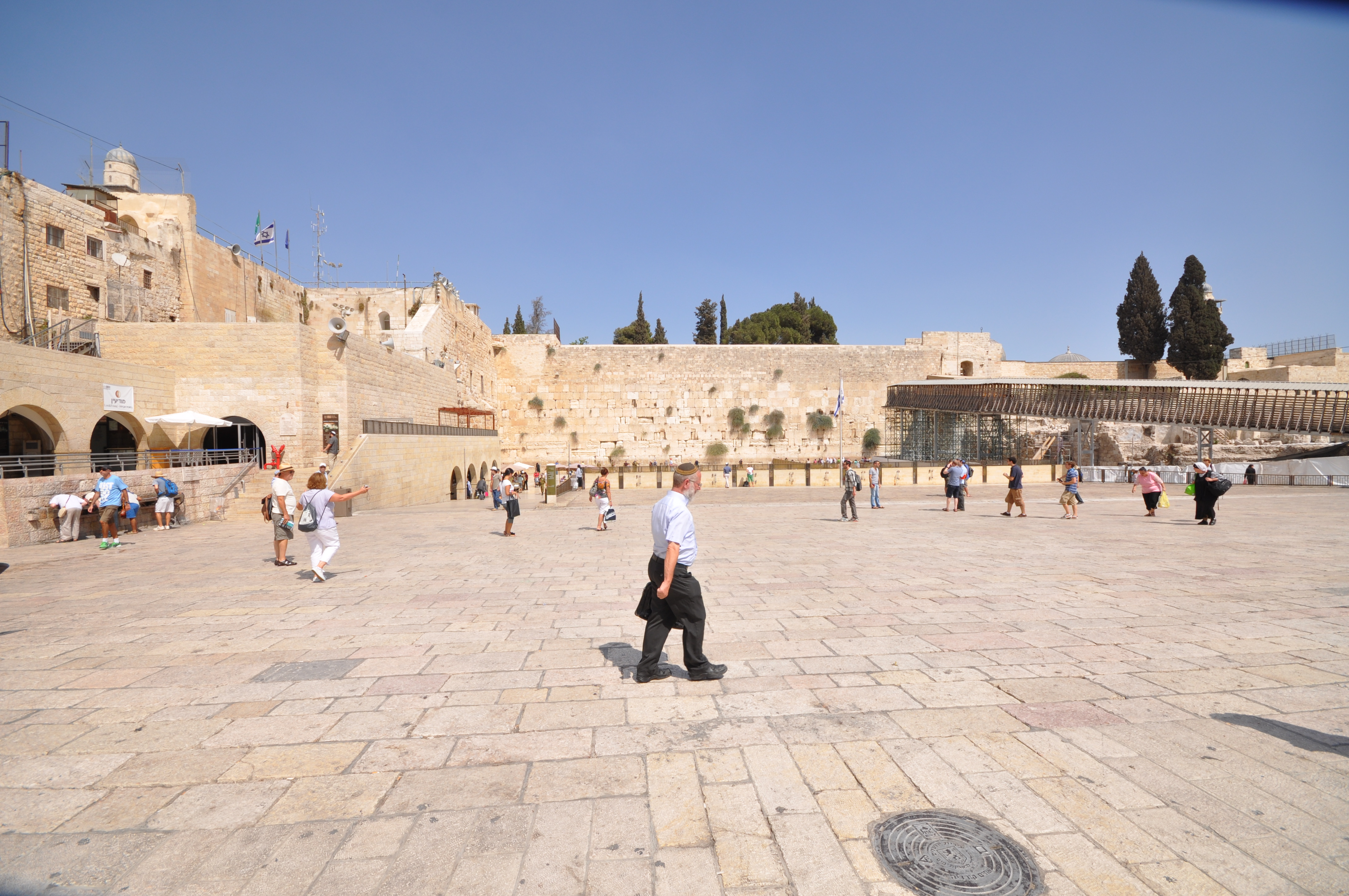
La place du Mur occidental (2012).

### Esplanade devant le mur
L'esplanade ou la plaza située actuellement devant le mur mesure cinquante-sept mètres de long (tout comme la partie linéaire du mur accessible à tous) et peut accueillir jusqu'à soixante mille personnes. Elle est entièrement dallée et légèrement en pente en direction du mur de prière. Elle comprend des points d'eau.
Cette esplanade est divisée en trois parties : la plus éloignée est ouverte à tout public ; deux sections séparées par une cloison (mekhitsa) sont à la disposition des personnes qui veulent se rendre près du mur ; la section nord est réservée aux hommes et la section sud aux femmes.
Tout cet espace sert officiellement de synagogue et des événements religieux comme profanes s'y déroulent fréquemment.

## Origine de l'appellation de «mur des Lamentations»

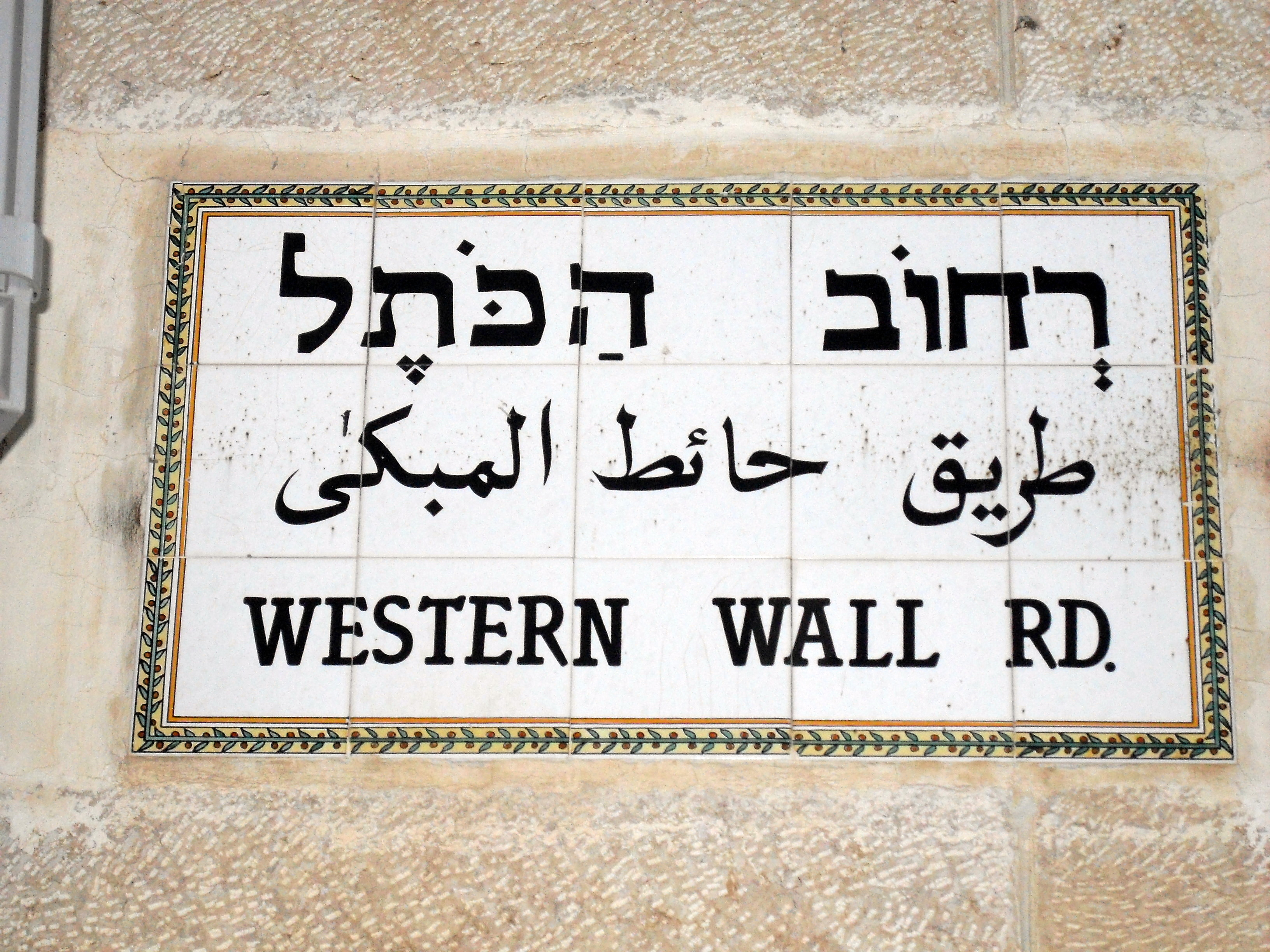
: « Rue du Kotel ». : « Rue du Mur-Occidental ».

Rabbi A’ha, un érudit du IVe siècle apr. J.-C., cite littéralement « le Mur occidental » dans son exégèse midrachique du Livre de l'Exode.
Dans un texte du même siècle, le moine chrétien Jérôme de Stridon évoque les juifs interdits de séjour à Jérusalem mais qu'on autorise (contre paiement) à se « lamenter » devant des ruines, une fois l'an. 
L'expression « mur des Lamentations » est ensuite inventée au XIXe siècle par les mandataires britanniques qui le traduisent de l'arabe il-Mabka (« le lieu des pleurs »). Ce terme de « mur des Lamentations » vaguement moqueur est tombé en disgrâce dans les milieux juifs ainsi que, pour d'autres raisons, dans les milieux arabes des années 1920, lesquels le nomment alors El-Bourak, le nom de la monture de Mahomet lors de son voyage nocturne. En revanche, il reste fréquemment utilisé dans les milieux chrétiens et en France. Cette portion de mur est localisée au XVIe siècle. Louis Massignon suggérait le toponyme Mur des Maghrébins qui désigne les occidentaux (Maaravim en hébreux), considérés d'un point de vue oriental du fait de la présence du quartier du même nom depuis la fin du  XIIe siècle
Les juifs n'utilisent pas l'expression « mur des Lamentations », qui reste désobligeante, mais les expressions « Mur », « Mur occidental », « haKotel haMa'aravi » (occurrence dès le XIe siècle) ou simplement « Kotel ». L'hébreu possède deux mots pour dire « mur » mais seul le mot Kotel désigne le Mur occidental.
Aujourd'hui, l'usage des termes « Kotel », « Mur occidental », « mur des Lamentations » ou « El-Bourak » est un enjeu de la guerre des mots dans le conflit israélo-palestinien.

## Site religieux
Le Mur occidental fait partie d'un plus grand site religieux de la vieille ville de Jérusalem, appelé Har haBayit par les juifs, mont du Temple par les chrétiens et Al-Haram al-Qudsi al-Sharif (le « Noble Sanctuaire ») par les musulmans.

### Lieu saint juif

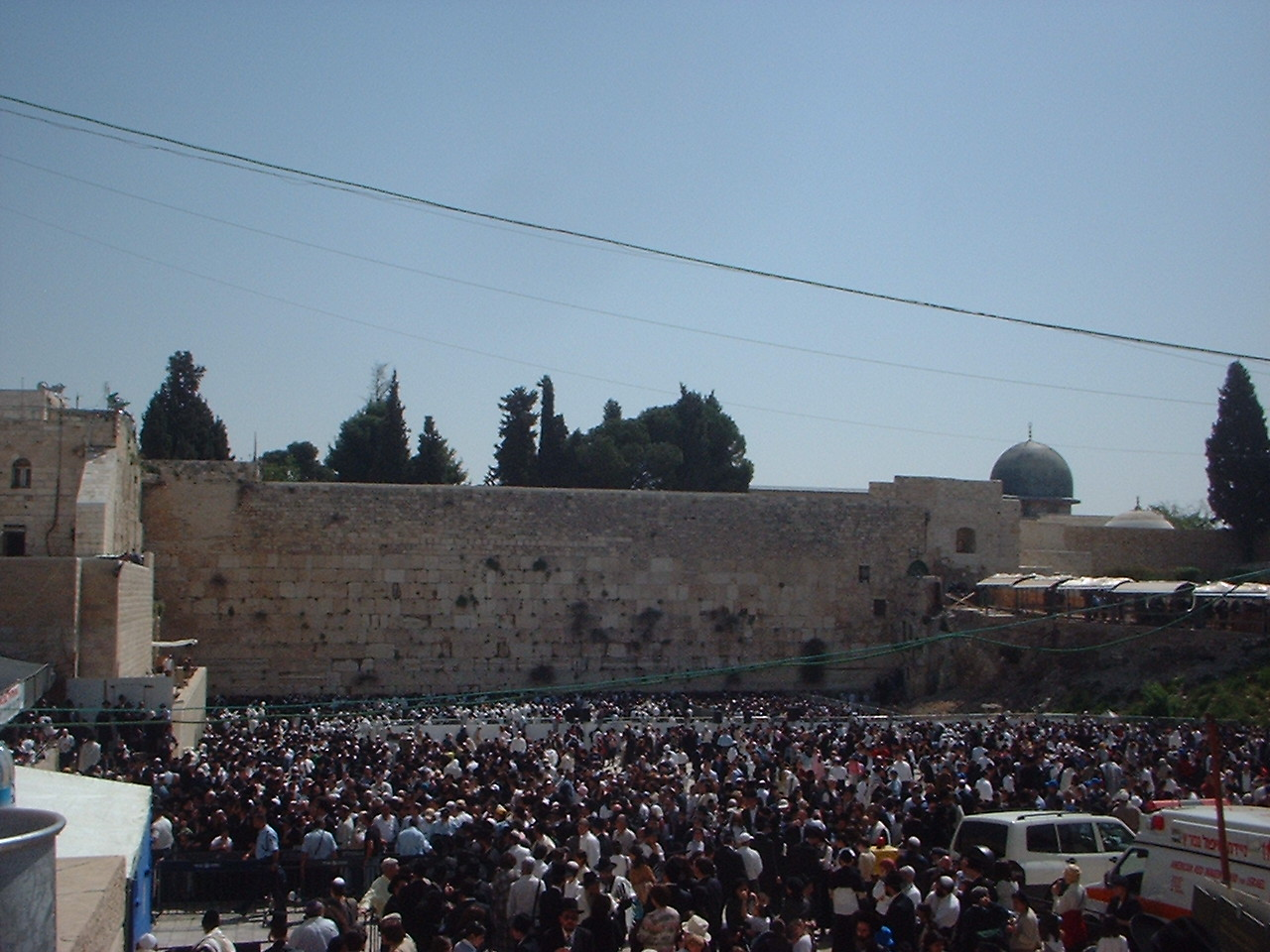
Rassemblement devant le Mur occidental lors de la bénédiction sacerdotale.

Le Kotel est le lieu le plus saint selon la religion juive car c'est aujourd'hui l'endroit le plus proche du Kodesh Ha'Kodashim (Saint des Saints), salle des Premier et Second Temples à laquelle seul le grand-prêtre d'Israël pouvait accéder. Il existe un endroit plus proche dans le souterrain du Kotel, faisant directement face au Kodesh Ha'Kodashim (où est aujourd'hui érigé le dôme du Rocher), dans lequel des juifs prient constamment dans le silence.
Le psalmiste place Jérusalem au sommet de toutes ses « joies » et la conviction rabbinique reste que « la présence divine ne quitte jamais le Mur occidental »,. Les religieux contemporains considèrent que non seulement le mur mais l'esplanade de prière devant lui est une synagogue et doit être respectée comme telle. 
Durant deux millénaires, les juifs ont pleuré devant son mur la ruine du Temple, la perte de leur liberté et l'exil des enfants d'Israël. Aujourd'hui, des juifs d'Israël et du monde entier — aussi d'autres visiteurs non juifs — viennent se recueillir devant ces vestiges et prier encore tous les jours de l'année, quelquefois même la nuit (Tikkun Khatzot) et souvent en très grand nombre lors de certaines fêtes juives. 
Pour respecter la sacralité du lieu, les juifs quittant la zone de prière à ciel ouvert s'éloignent sur l'esplanade en marche arrière pour ne pas tourner le dos au mur et derrière lui, au Saint des Saints.

#### Coutume
Selon la coutume, certains juifs qui vont prier au Kotel ou Mur occidental, y déposent des vœux, le plus souvent sous la forme de prière et de petits papiers pliés où sont rédigés leurs souhaits, lesquels sont ensuite glissés dans les fentes qui séparent les différentes pierres du mur. Quand ils tombent à terre, ces petits papiers ne sont jamais détruits mais ramassés et déposés non loin.

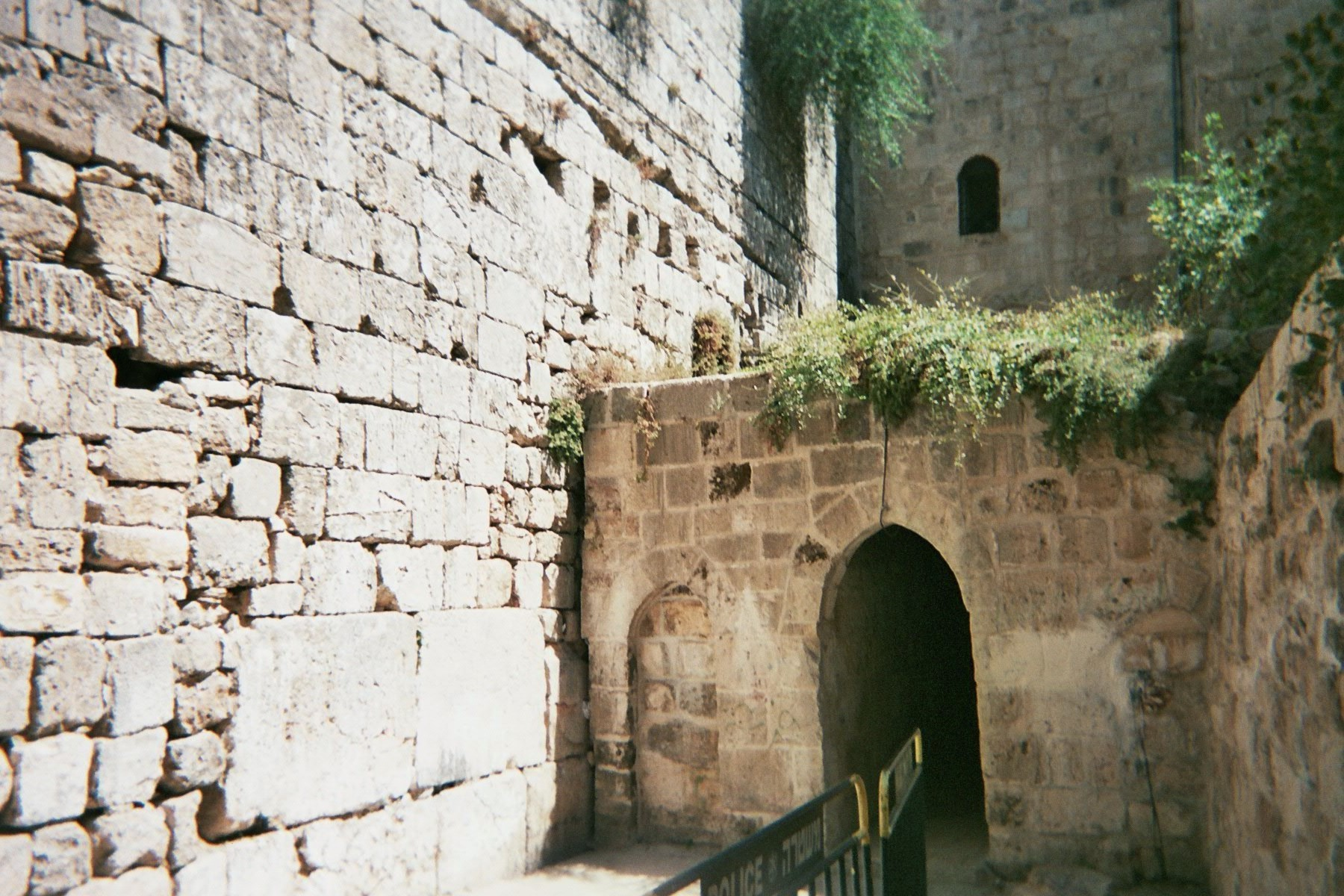
Le Petit Kotel, HaKatan.
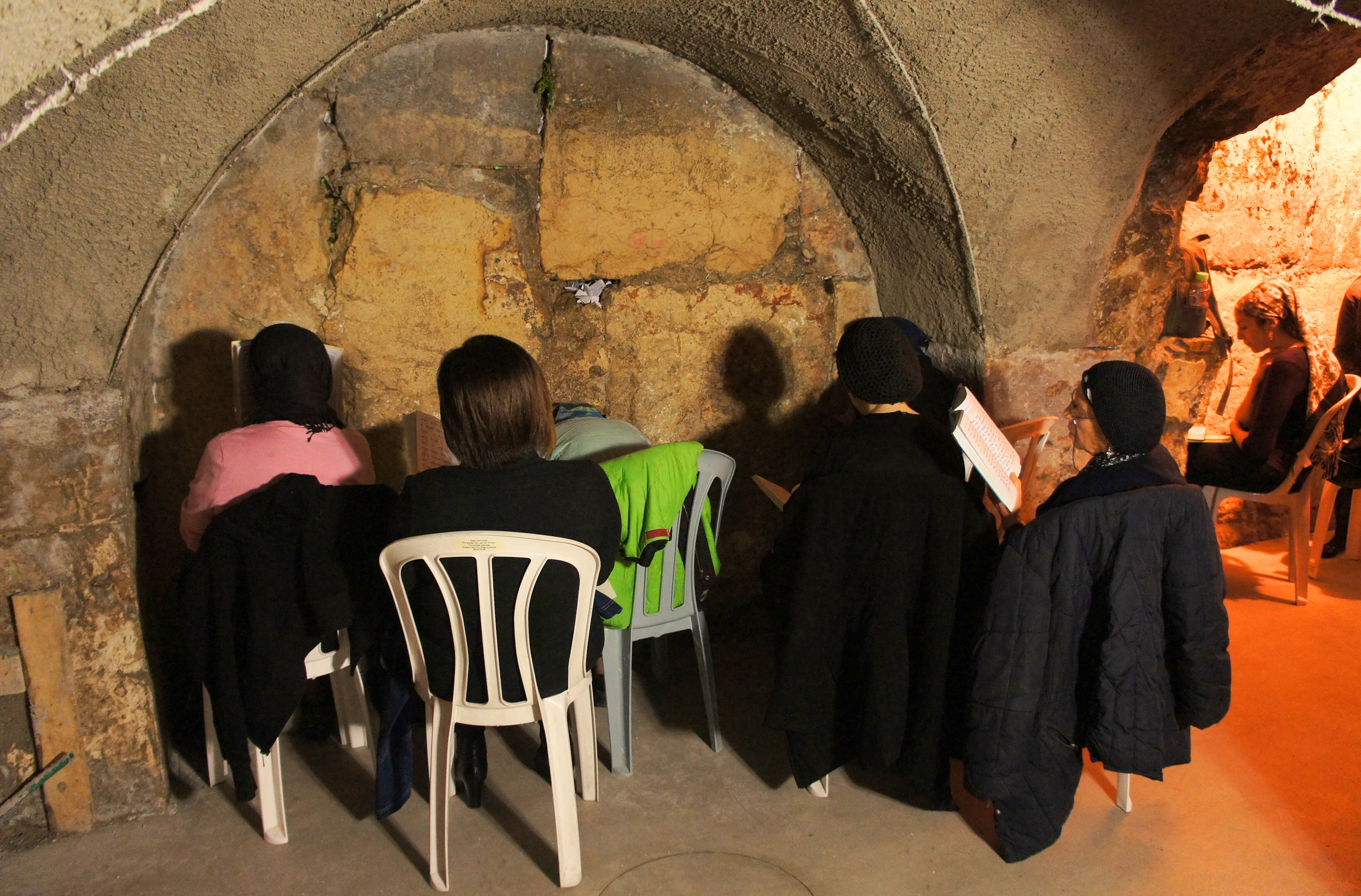
Prières dans le souterrain du mur (2013).

#### Commémoration
Selon la tradition talmudique, à chaque mariage juif, un verre est brisé (Shevirot Koss) dans la synagogue par le marié, notamment en souvenir de la destruction du Temple dont il ne reste que ce mur de soutènement et en rappel de l'inachèvement du monde qui reste à parfaire,,.
Chaque année aussi, les juifs s'en souviennent où durant un mois, aucune festivité n'a lieu, et qui se termine par un jeûne d'une journée entière, le 9 Av. Il est indiqué que dans le futur, ce jour de deuil deviendra un jour de réjouissance.

### Le mur dans la tradition islamique
Le mur (al-Ḥā’iṭu ’l-Burāq) revêt aussi une signification importante pour les musulmans car il sert de soutènement à l'esplanade où sont construits le dôme du Rocher et la mosquée al-Aqsa, troisième lieu saint de l'islam[réf. souhaitée].
Selon la tradition islamique, lors du voyage nocturne du prophète Mahomet au cours duquel il est monté sur le buraq, qui l'a conduit de La Mecque jusqu'à Jérusalem, Mahomet attacha le buraq au Mur occidental, avant de prier sur l'Esplanade et de voyager avec l'ange Jibril (Gabriel) au Ciel, où il a rencontré plusieurs autres prophètes (Adam, Jésus, Jean le Baptiste, Joseph fils de Jacob, Hénoch, Aaron, Moïse et Abraham) avec qui il a prié,. À l'endroit précis où il attacha le buraq, une petite mosquée fut construite et nommée « mosquée du Buraq ». Elle se situe au coin sud-ouest de l'esplanade des Mosquées, juste au-dessus du Mur occidental.
Des écrits du XIVe siècle d'Ibn Furkah racontent que la monture de Mahomet a été attachée au Mur occidental lors du voyage de Mahomet  à Jérusalem. Cette tradition aurait été surtout ravivée par les Jordaniens après la création de l'État d'Israël pour contrebalancer l'intérêt des juifs pour ce site.
L’origine juive de la sacralité du mont du Temple a pu être niée par des musulmans palestiniens. En 2000, lors de négociations israélo-palestiniennes de Camp David, « Arafat va jusqu'à dire que le Temple ne se trouvait pas à Jérusalem mais à Naplouse ! ». [...] « Arafat semble méconnaître les traditions islamiques concernant l'histoire des juifs (les Isra'iliyyat) et le fait même que la mosquée al-Aqsa a été construite à l'extrémité sud de l'esplanade, en tournant le dos à l'emplacement supposé du temple. » Selon le diplomate israélien Dore Gold, à la suite de la remarque d'Arafat à Camp David, la négation des Temples s'est rapidement répandue dans les milieux dirigeants palestiniens.
En 2013, des travaux israéliens autour de la porte Al-Magharbeh (creusements, déblaiement des voies souterraines et destructions) provoquent une polémique et l'inquiétude des musulmans. Selon le chef adjoint du Mouvement islamique en Israël, Sheikh Kamal al-Khatib : « l'expansion israélienne en cours dans la partie où les juifs avaient l'habitude de prier comprend toute la zone restant aux musulmans et touche directement la mosquée Al-Buraq. ».

## Histoire
L'Encyclopaedia Britannica indique de « l'authenticité du Mur occidental a été confirmée par la tradition, l'histoire et les recherches archéologiques »
Selon la Bible, le temple de Salomon aurait été le premier temple de Jérusalem, dont la construction se situerait aux alentours du Xe siècle av. J.-C. sur un site mégalithique[réf. nécessaire]. Sa destruction par les Babyloniens date de 586 av. J.-C.. Les archéologues n'ont cependant trouvé aucune trace de cette construction mais la conjoncture politique a empêché des fouilles systématiques. Le nombre d'habitants de Jérusalem à cette époque, quelques centaines, rend improbable la construction d'une grande structure.
Le Second temple fut érigé en 515 av. J.-C., la cinquième année du règne de Darius le Grand (Esdras 6:15), considérablement agrandi et embelli par Hérode le Grand, inauguré en 63 ap. J.-C. et détruit par les armées romaines en 70, à la suite de la première guerre judéo-romaine.
Le mur actuel semble postérieur à l'extension hérodienne et daterait du début du Ier siècle apr. J.-C..

### Témoignage de la destruction du Temple par les Romains
Flavius Josèphe, témoin de la chute de Jérusalem prise par Titus en 70, relate dans sa Guerre des Juifs, Livre VII, que seule subsiste la partie occidentale du mur :

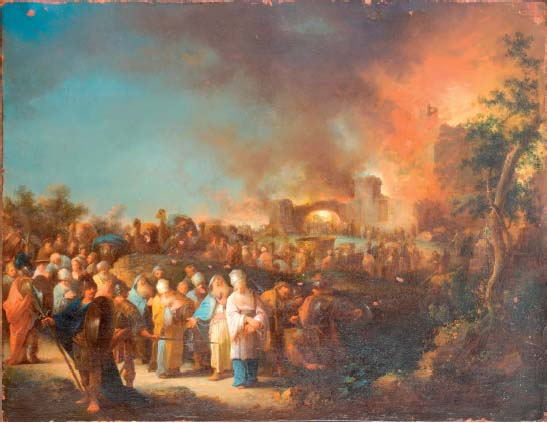
Destruction de Jérusalem, J. Georg Trautmann (v. 1750).

« Quand l'armée n'eut plus rien à tuer ni à piller, faute d'objets où assouvir sa fureur – car si elle avait eu de quoi l'exercer, elle ne se serait abstenue par modération d'aucune violence – Titus César lui donna aussitôt l'ordre de détruire toute la ville et le Temple, en conservant cependant les tours les plus élevées, celles de Phasaël, d'Hippicos, de Mariamme, et aussi toute la partie du rempart qui entourait la ville du côté de l'ouest. Ce rempart devait servir de campement à la garnison laissée à Jérusalem ; les tours devaient témoigner de l'importance et de la force de la ville dont la valeur romaine avait triomphé. Tout le reste de l'enceinte fut si bien rasé par la sape que les voyageurs, en arrivant là, pouvaient douter que ce lieu eût jamais été habité. Telle fut la fin de Jérusalem, cité illustre, célèbre parmi tous les hommes, victime de la folie des factieux (Guerre des Juifs Livre VII, I, 1). »

### Destruction de Jérusalem vers 135
Après la défaite de la révolte de Bar Kokhba (vers 135), Jérusalem est détruite. La nouvelle ville qui porte le nom romain d'Ælia Capitolina est reconstruite sur le plan d'une colonie romaine.

#### Interdiction de la ville aux Juifs

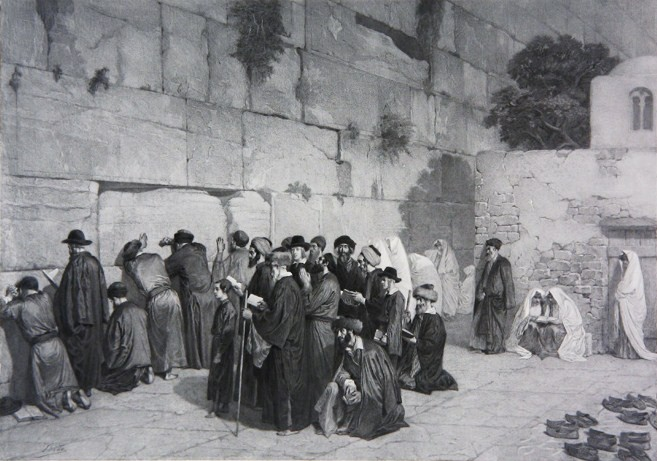
Gravure représentant le mur par A. Bida, tirée de Jewish Encyclopedia (v. 1880).

Les Juifs, toutes tendances confondues, sont expulsés de la ville par les Romains comme de l'ensemble de la Chôra, y compris les Juifs nazôréens qui reconnaissaient Jésus comme Messie. Selon Épiphane de Salamine (IVe siècle), seuls les chrétiens de la « Grande Église » sont autorisés à vivre et à se rendre à Jérusalem. La population d'Aelia Capitolina est désormais essentiellement composée de vétérans de la Ve légion Macedonia et de la Xe légion romaine qui reconstruit son camp et forme aussi le cœur de la population de la ville, mais aussi de Grecs et de Syriens en général.
Certains historiens estiment que l'interdiction de venir dans l'ancienne Jérusalem aurait été assouplie à l'époque d'Antonin le Pieux, toutefois cette interdiction semble avoir perduré même après la conversion de l'empereur Constantin au christianisme.
Ainsi au IVe siècle, Jérôme de Stridon, l'un des quatre Pères de l'Église latine, violemment anti-juif, mentionne dans un commentaire de Sophonie 1.15 « Ce jour est un jour de fureur, Un jour de détresse et d'angoisse, Un jour de ravage et de destruction, Un jour de ténèbres et d'obscurité, Un jour de nuées et de brouillards,... », puis il reprend l'accusation de déicide formulée dans le corpus patristique: « Jusqu'à ce jour, ces locataires hypocrites ont l'interdiction de venir à Jérusalem, car ils sont les meurtriers des prophètes et notamment du dernier d'entre eux, le Fils de Dieu ; à moins qu'ils ne viennent pour pleurer car on leur a donné permission de se lamenter sur les ruines de la ville, moyennant paiement ».

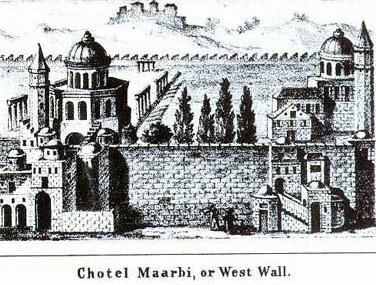
Le Kotel sur une gravure imprimée (1850).

Jérôme indique donc que les Juifs interdits de cité le reste de l'année, viennent « se lamenter » un jour particulier, moyennant paiement. Ce jour particulier est celui du 9 Ab, jour de deuil du calendrier hébraïque « où ils ont le droit de venir se lamenter sur les ruines du Temple afin d'en commémorer la chute ou ses chutes successives (Tisha Beav). » Bien que Jérôme ne mentionne pas explicitement le « Mur », on retrouve dans sa formulation le nom du « mur des lamentations » que le monde chrétien utilisait pour désigner le mur ouest du Temple, qui n'a pas été détruit en 70. Cependant, ce lieu de deuil pourrait ne pas être le mur mais le Mont des Oliviers qui surplombe de l'est le Mont du Temple, où la coutume le placerait.
Il est également possible que dès l'époque des Sévères, des Juifs « aient de nouveau habité Jérusalem, même si l'interdiction n'a pas été annulée car la population judéenne d'Ælia est attestée dans la littérature rabbinique par plusieurs mentions faisant état d'une « sainte synagogue de Jérusalem ». »
En 637, après la conquête musulmane de Jérusalem, les Juifs (devenus dhimmis) reçoivent à nouveau l'autorisation de vivre et de pratiquer leur religion librement dans la ville (moyennant la djizîa ). La conquête aurait aussi entraîné la signature de la Convention d'Omar en 637, qui décrit les droits et les restrictions des Chrétiens et des Juifs vivant sous l'autorité musulmane. L'Encyclopaedia Britannica indique que « des sources arabes et juives confirment toutes les deux qu'après la prise de Jérusalem par les Arabes en 638, les Juifs ont emmené les conquérants sur le site de la montagne sainte et de l'esplanade du Temple et ont aidé à nettoyer les débris ».

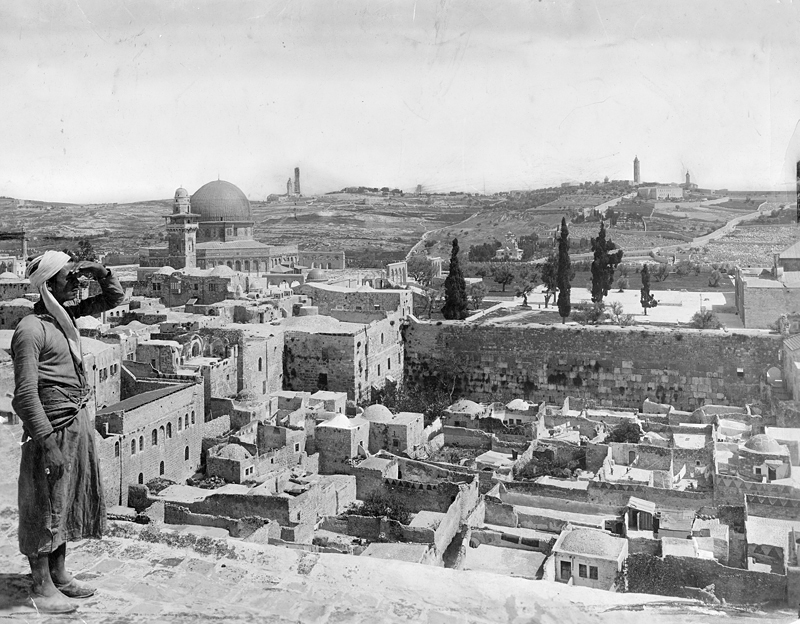
Le mur derrière le quartier des Maghrébins (1917).

### Au Moyen Âge
Le mur est déjà un lieu de prière comme en témoigne le voyageur Benjamin de Tudèle au XIIe siècle : « À l'opposé de cet endroit, à l'occident est une muraille qui est un reste de celle du Temple et même du Saint des Saints. On l'appelle la porte de Miséricorde. Tous les juifs vont prier à cet endroit où était le parvis ». C'est au XVIe siècle que Les Juifs ont transféré leurs principaux lieux de prière du mont des Oliviers au Mur occidental. La sanctuarisation juive du Mur ne remonte qu'au milieu du XVIe siècle,.

### Sous l'Empire ottoman
Pendant 400 ans, de 1517 à 1917, les Turcs administrent la Palestine et laissent les Juifs prier au mur. La Jewish Encyclopedia décrit ainsi le mur vers 1906 : « Le fameux lieu des Lamentations (le « Kotel Ma'arabi ») est intéressant à tout point de vue. Chaque vendredi après-midi et après le service du Shabbat matin ou des jours de fête, les juifs s'assemblent en une foule pittoresque pour se lamenter sur leur gloire passée. C'est le lieu de rassemblement des juifs de Jérusalem comme l'est le mont du Temple pour les musulmans ou le Saint-Sépulcre pour les chrétiens ».

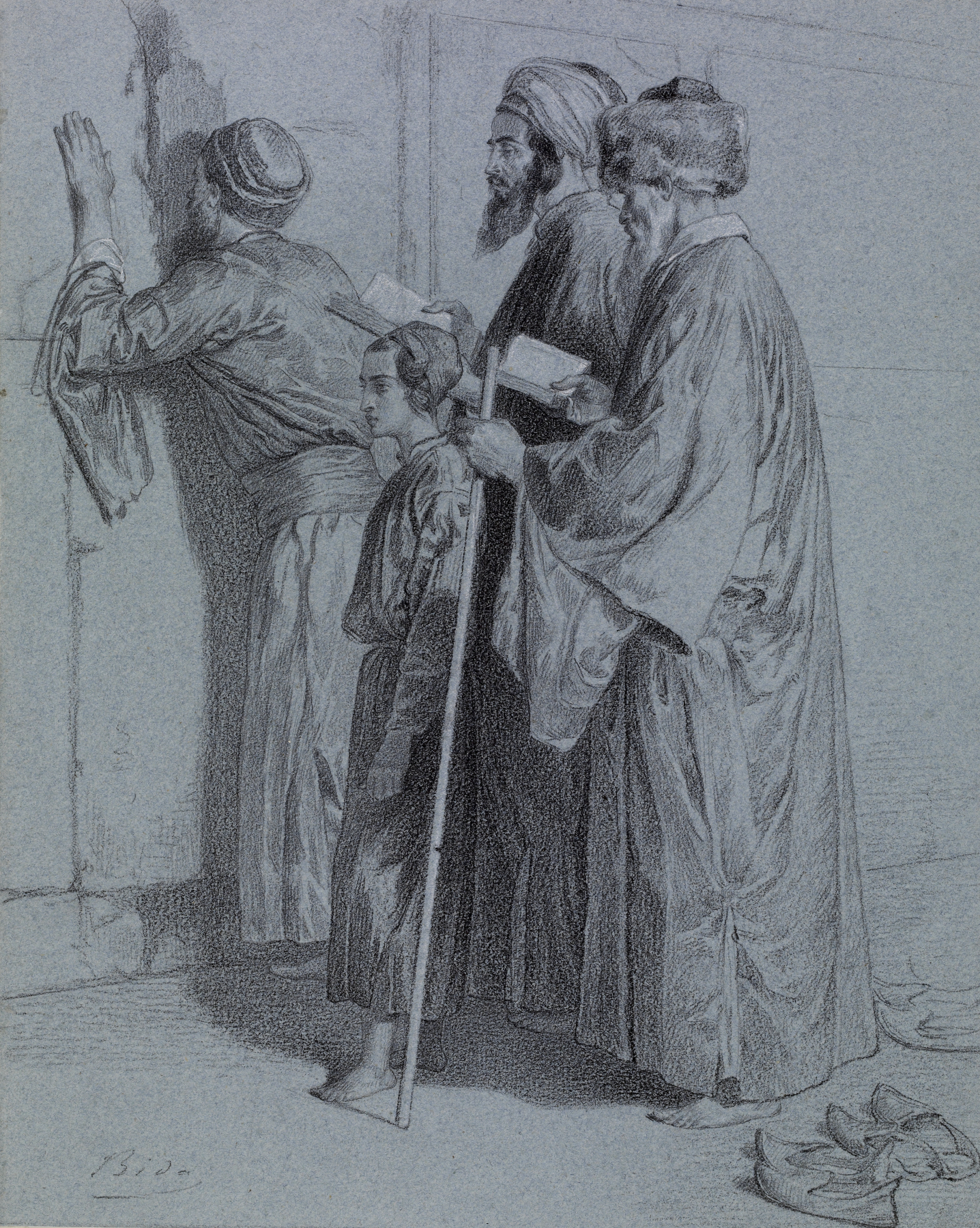
« Quatre Juifs au mur des Lamentations, » gravure d'A. Bida (v. 1850).
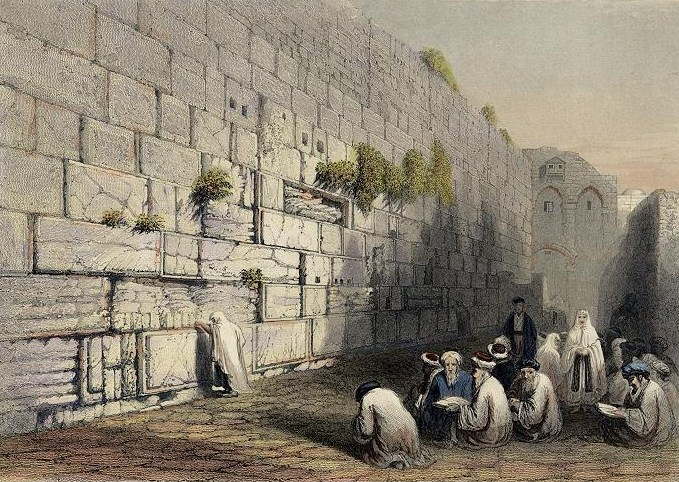
Gravure de E. Challis de 1860 d'après une eau-forte de W. H. Bartlett (1844).
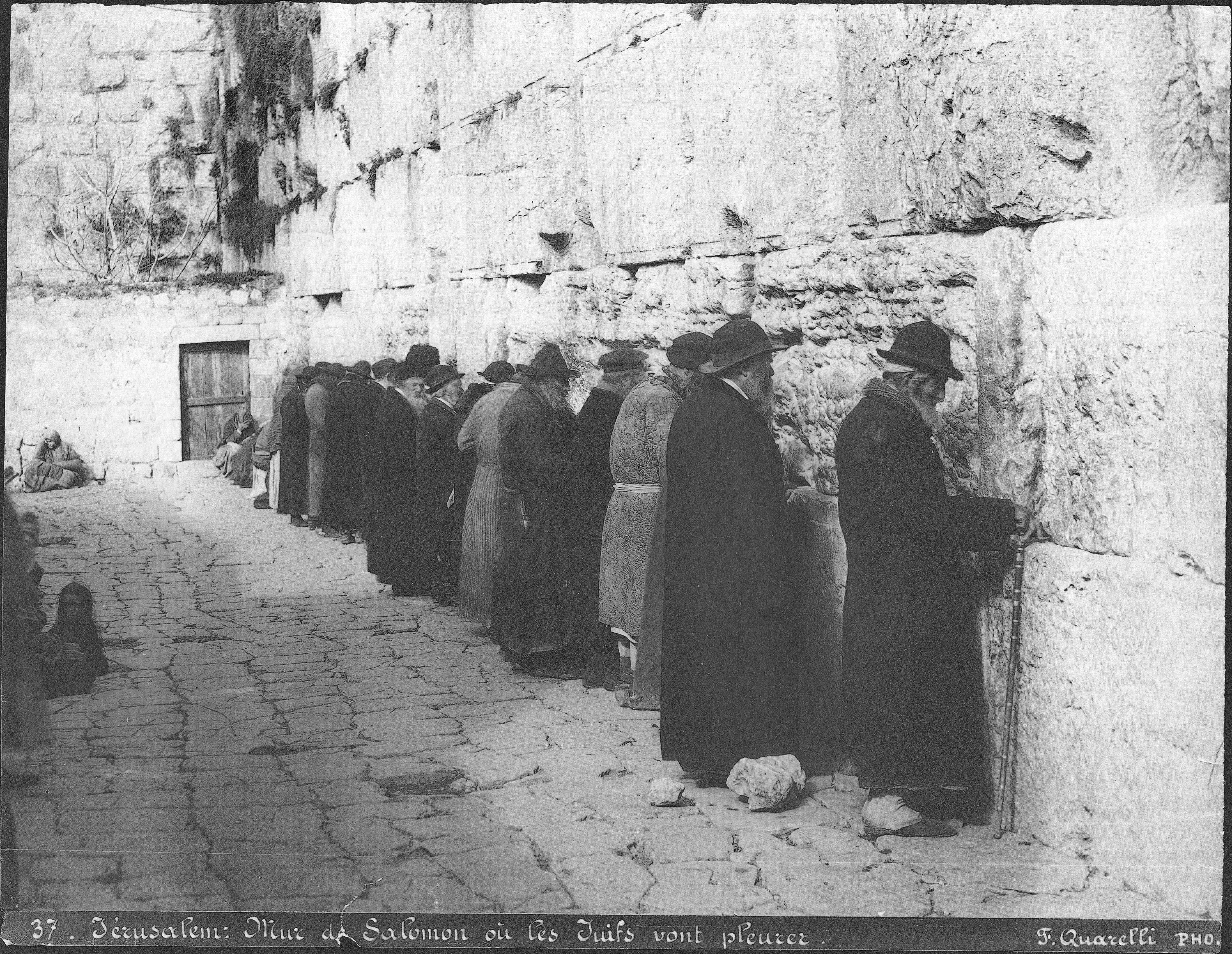
Inscription antijuive en français (années 1870).
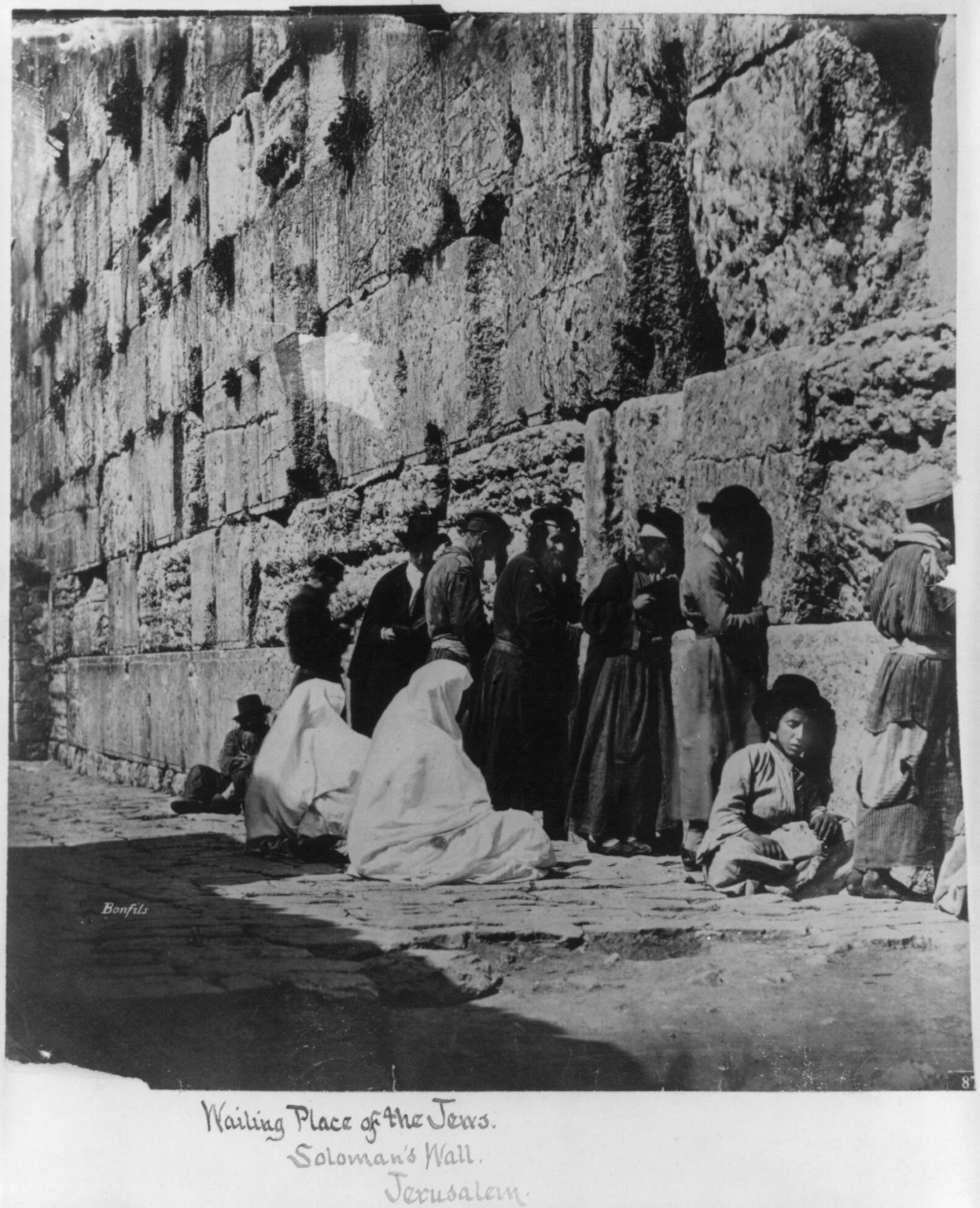
« Lieu des lamentations des Juifs » (1891).
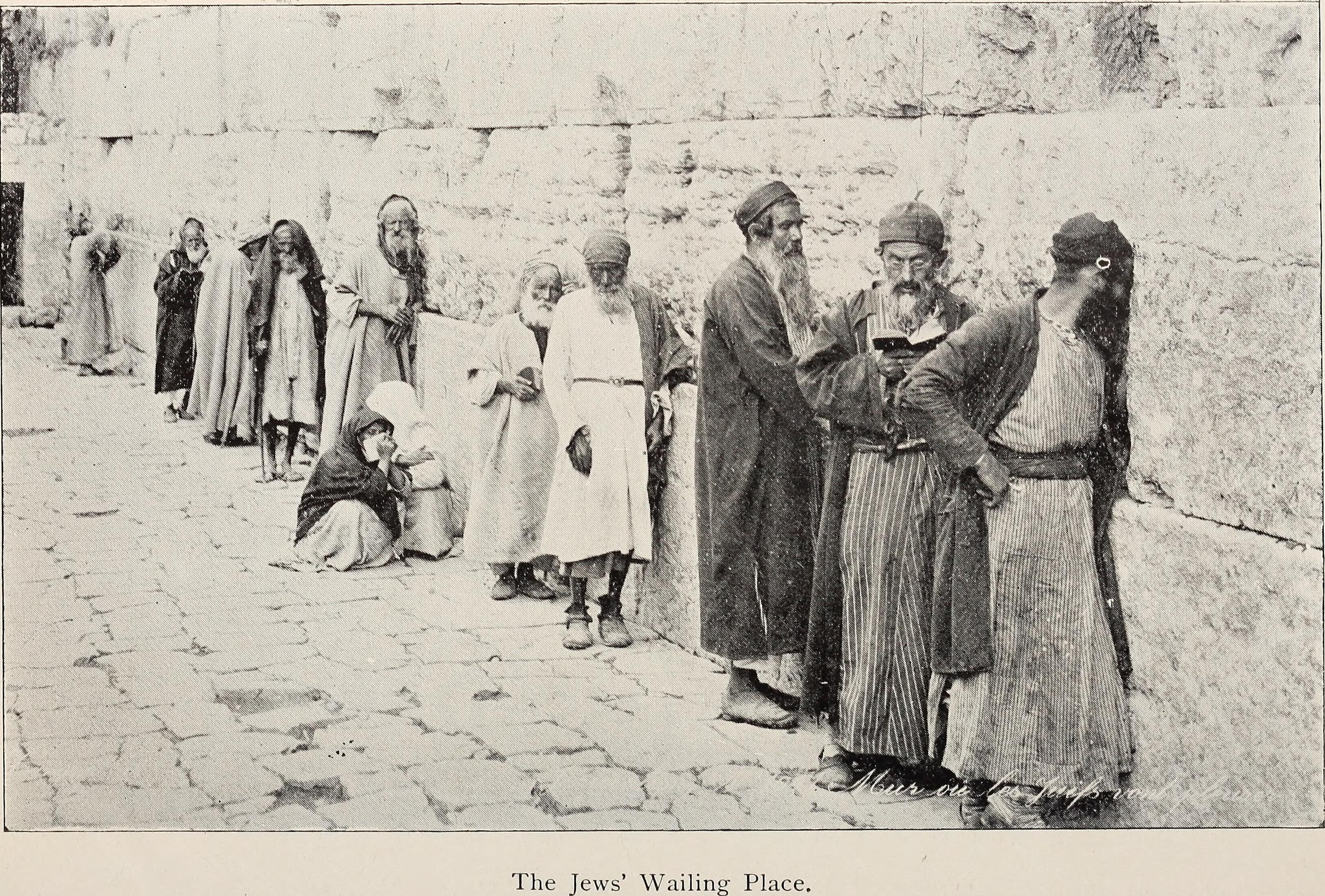
Juifs devant le mur (1894).
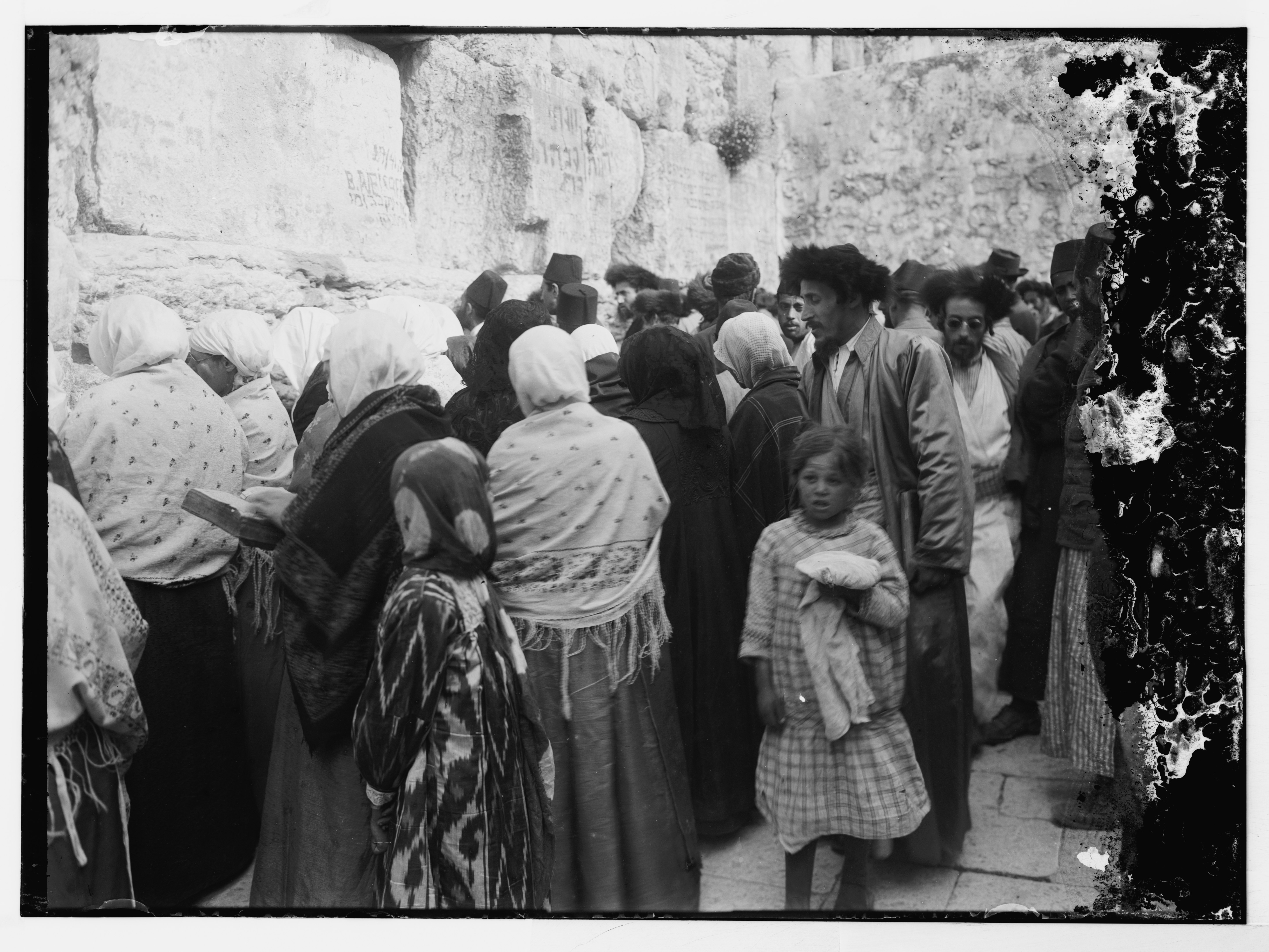
« Juifs au mur des Lamentations » (entre 1898 et 1946).
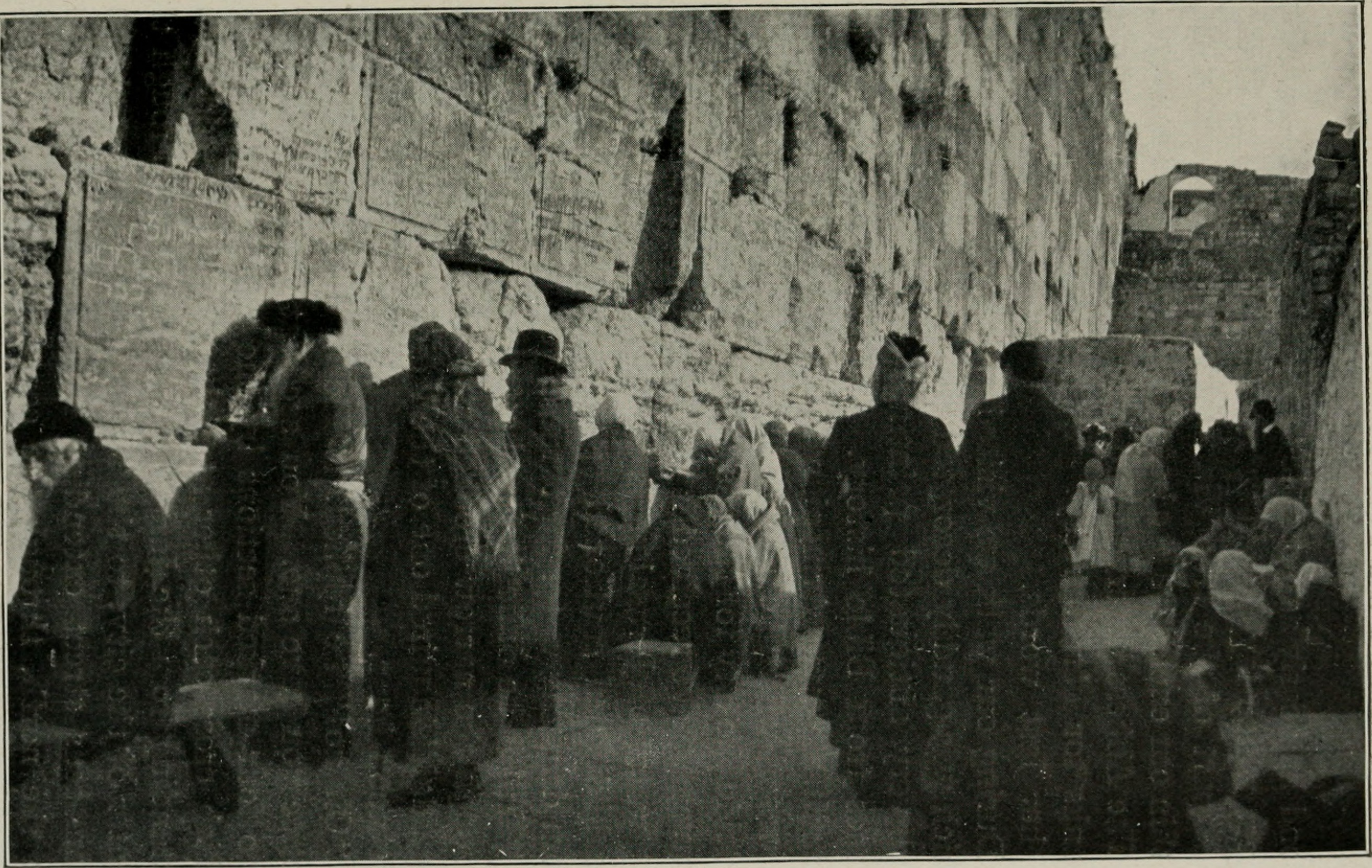
Juifs devant le mur, photographie issue d'un livre de voyage (1907)
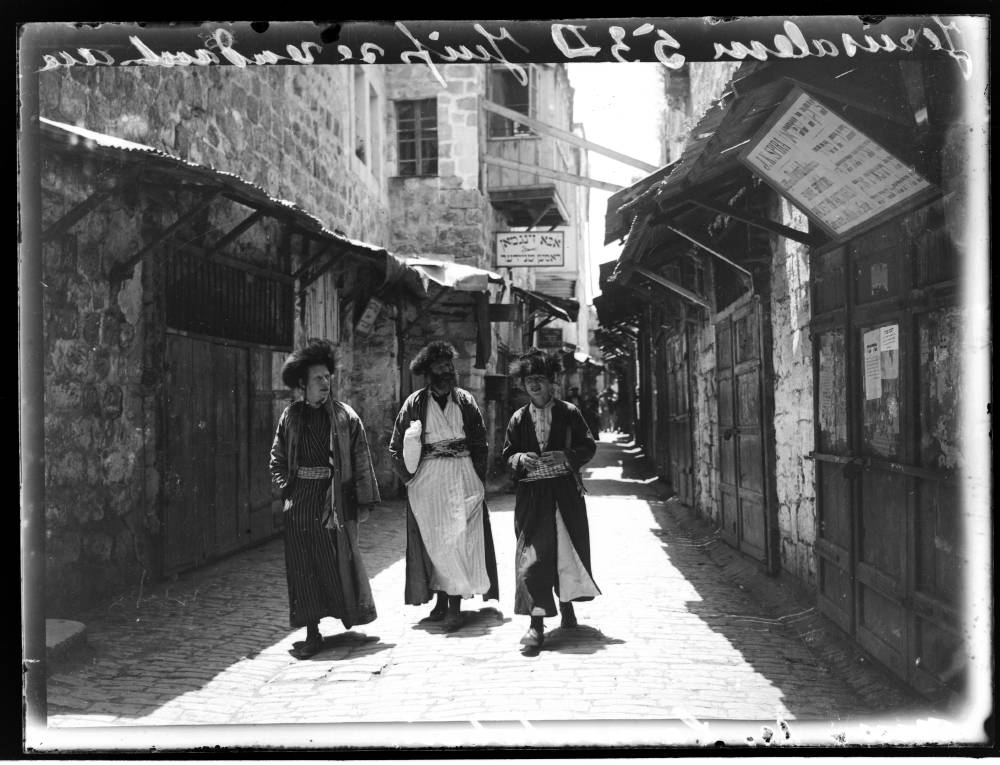
Juifs se rendant au mur (v. 1900-1910).
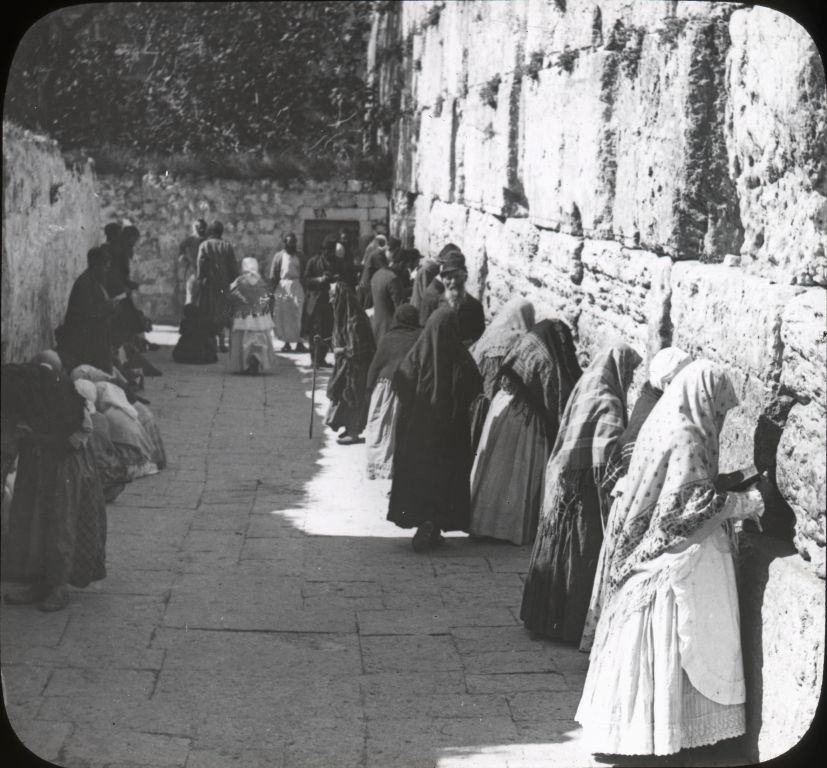
Juives devant le mur (v. 1910).
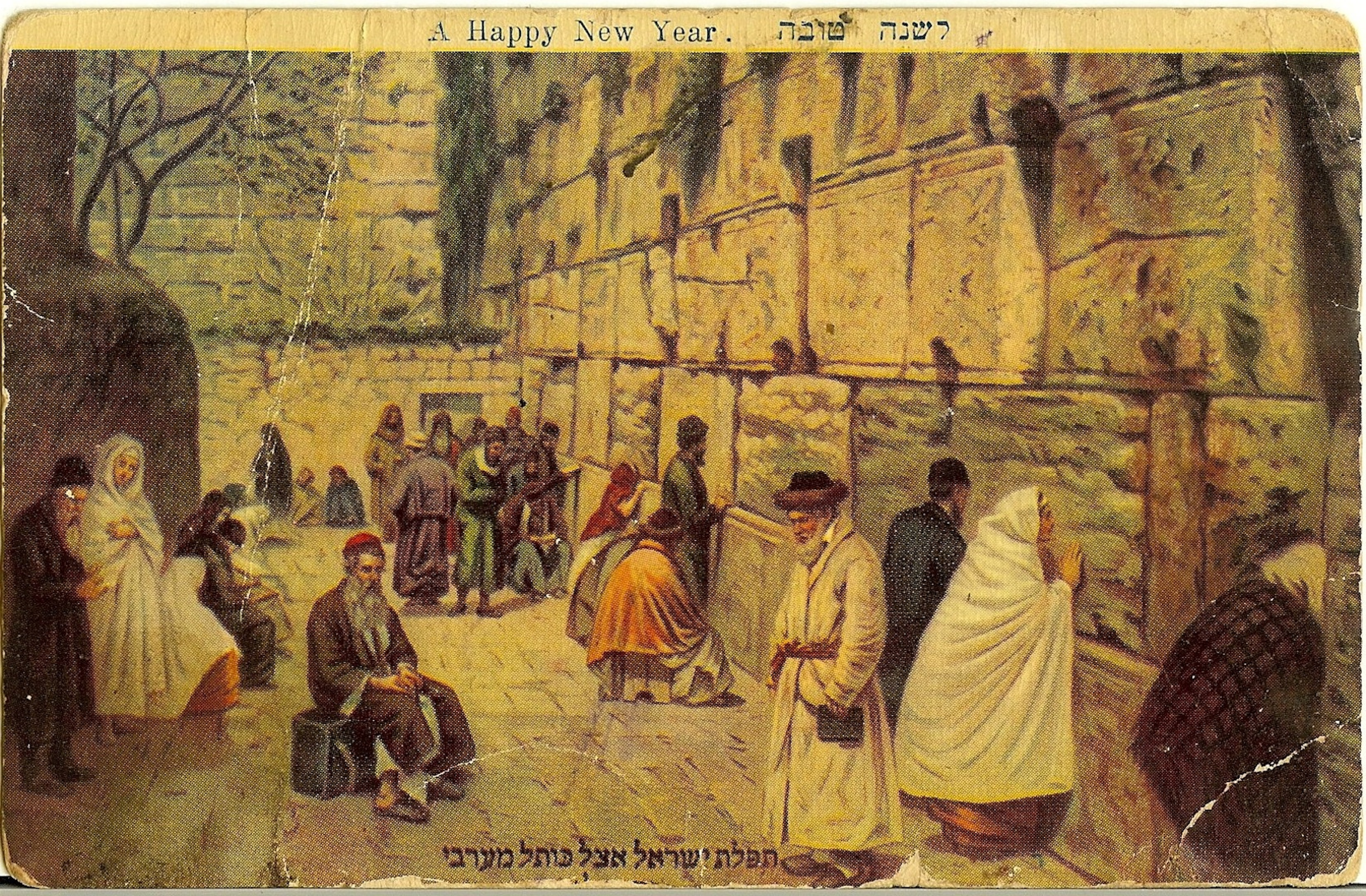
Carte de vœux pour la nouvelle année (1911).

### Sous le mandat britannique

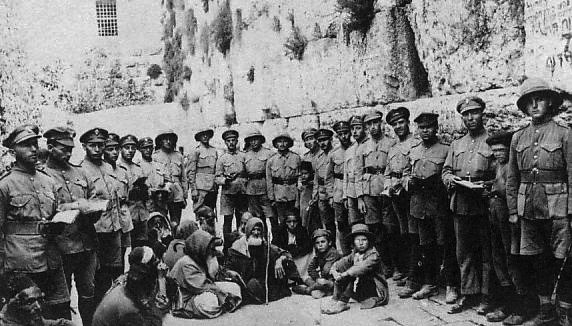
Soldats de la Légion juive appartenant à l'armée britannique, près du mur (1918).

À leur tour, les Britanniques administrent la Palestine de 1917 à 1948 et y perpétuent le statu quo. En 1929, des tensions apparaissent entre Juifs et musulmans autour du mur. Des émeutes éclatent. Elles s'étendent à Hébron où des Juifs sont massacrés. Les Britanniques nomment une commission d'enquête qui conclut que le mur était propriété des musulmans et administré par eux. Toutefois, les Juifs ont le droit d'y prier à condition de se conformer à certaines régulations limitant leur droit d'y apporter des objets ou leur interdisant de sonner le shofar.

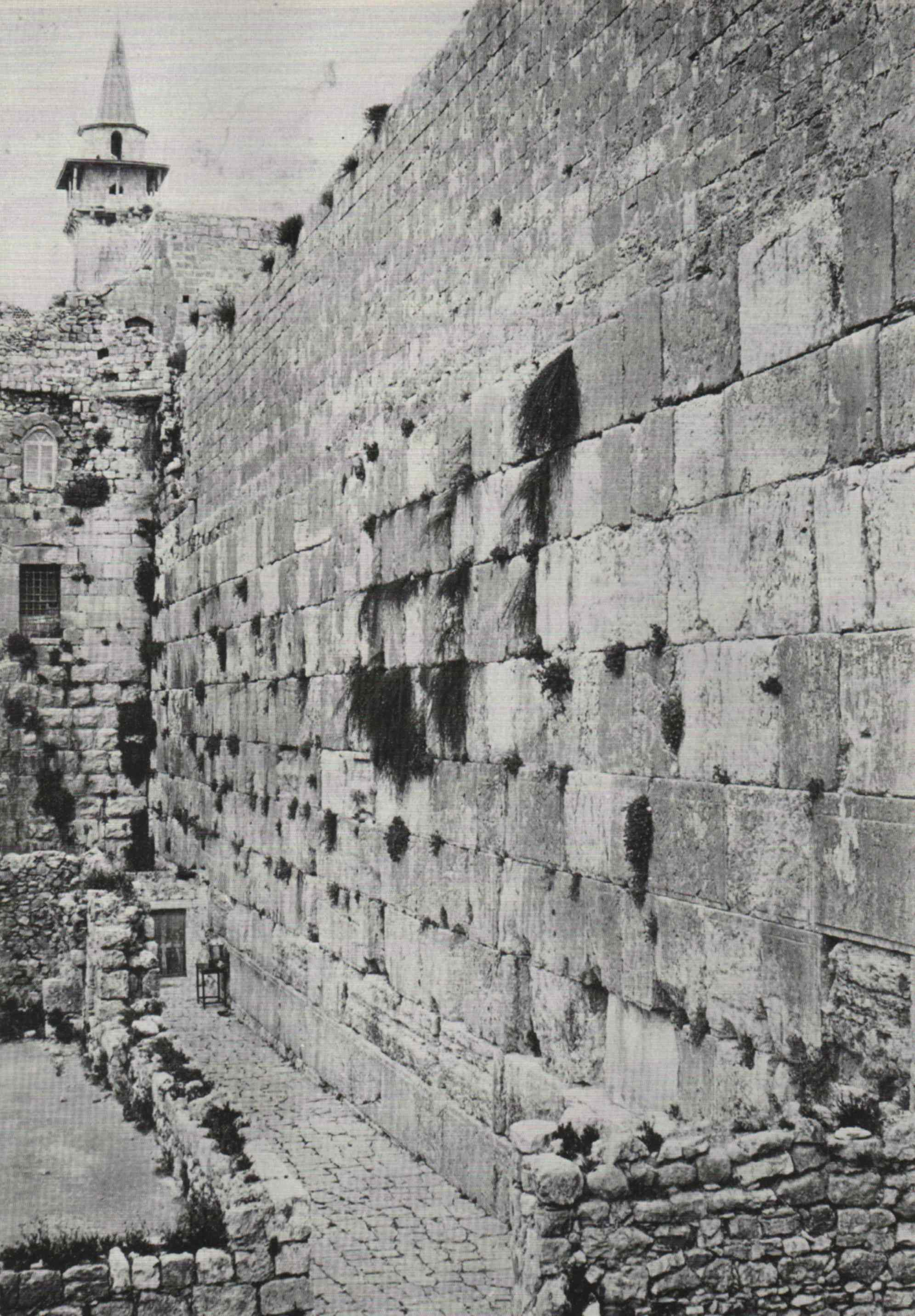
Le mur (v. 1920).
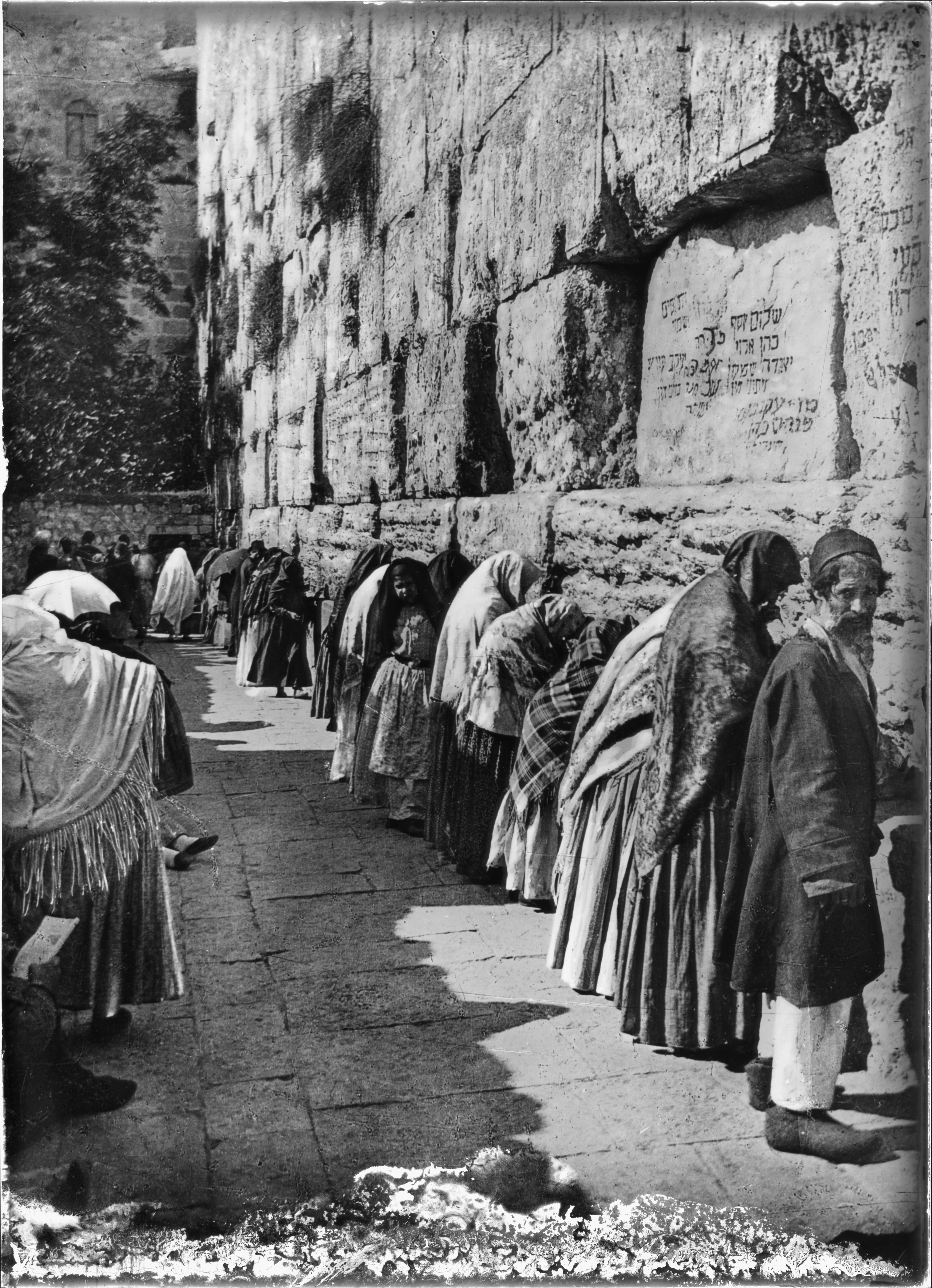
« Juifs devant le Mur occidental » (entre 1900 et 1946).
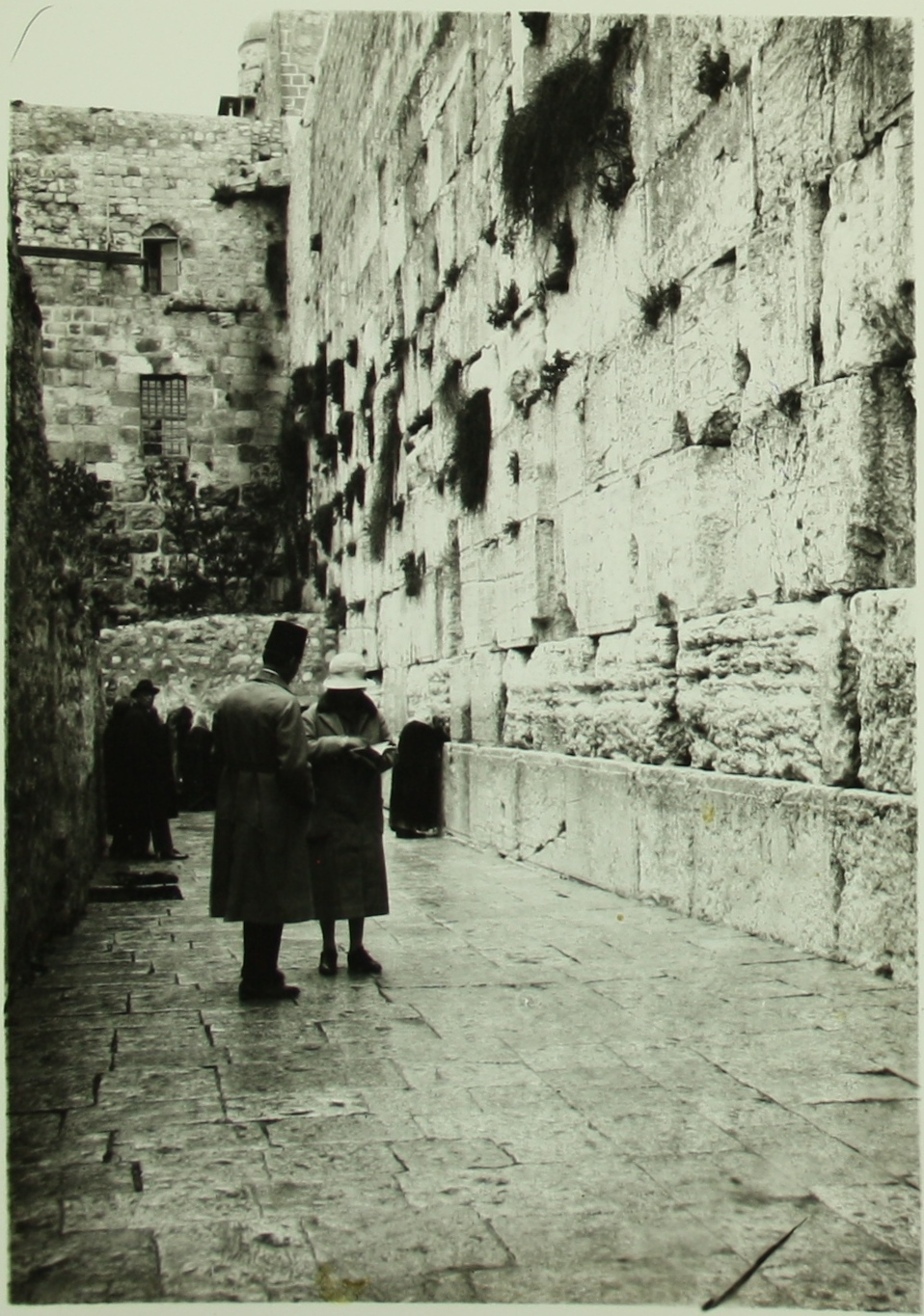
Le mur (1920).
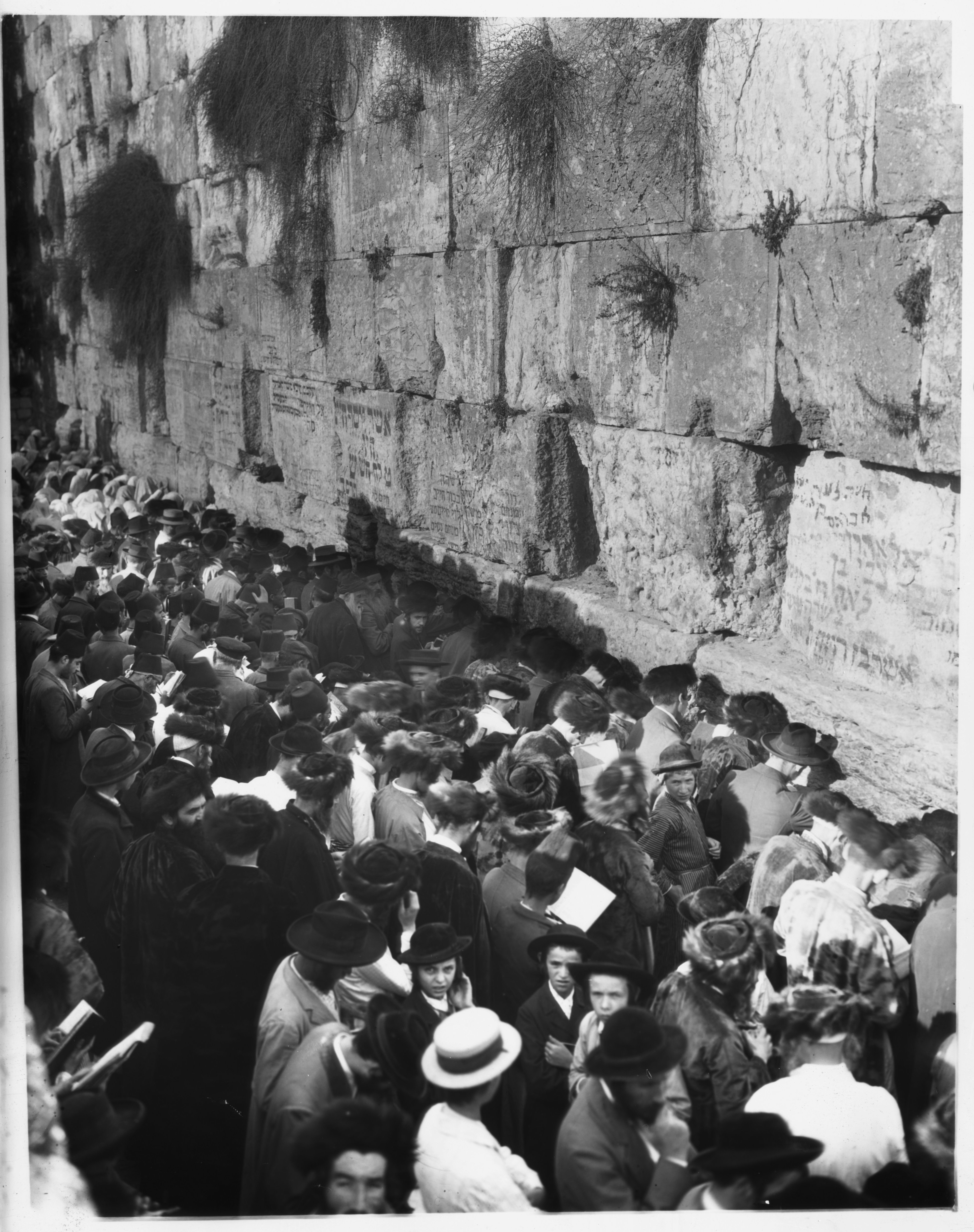
« Foule le jour des Expiations » (entre 1920 et 1946).
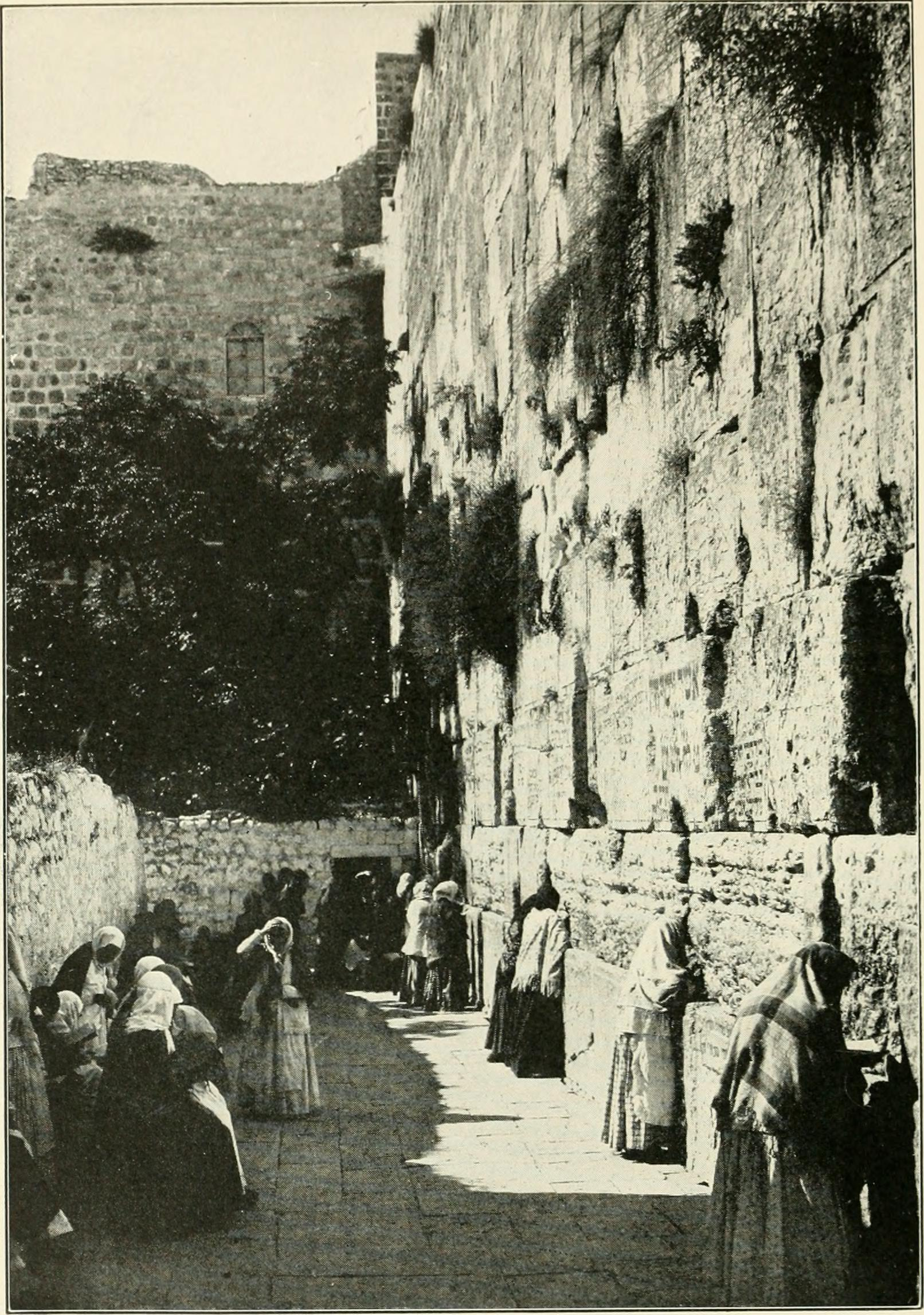
Le mur, photographie de Frank G. Carpenter (1922)
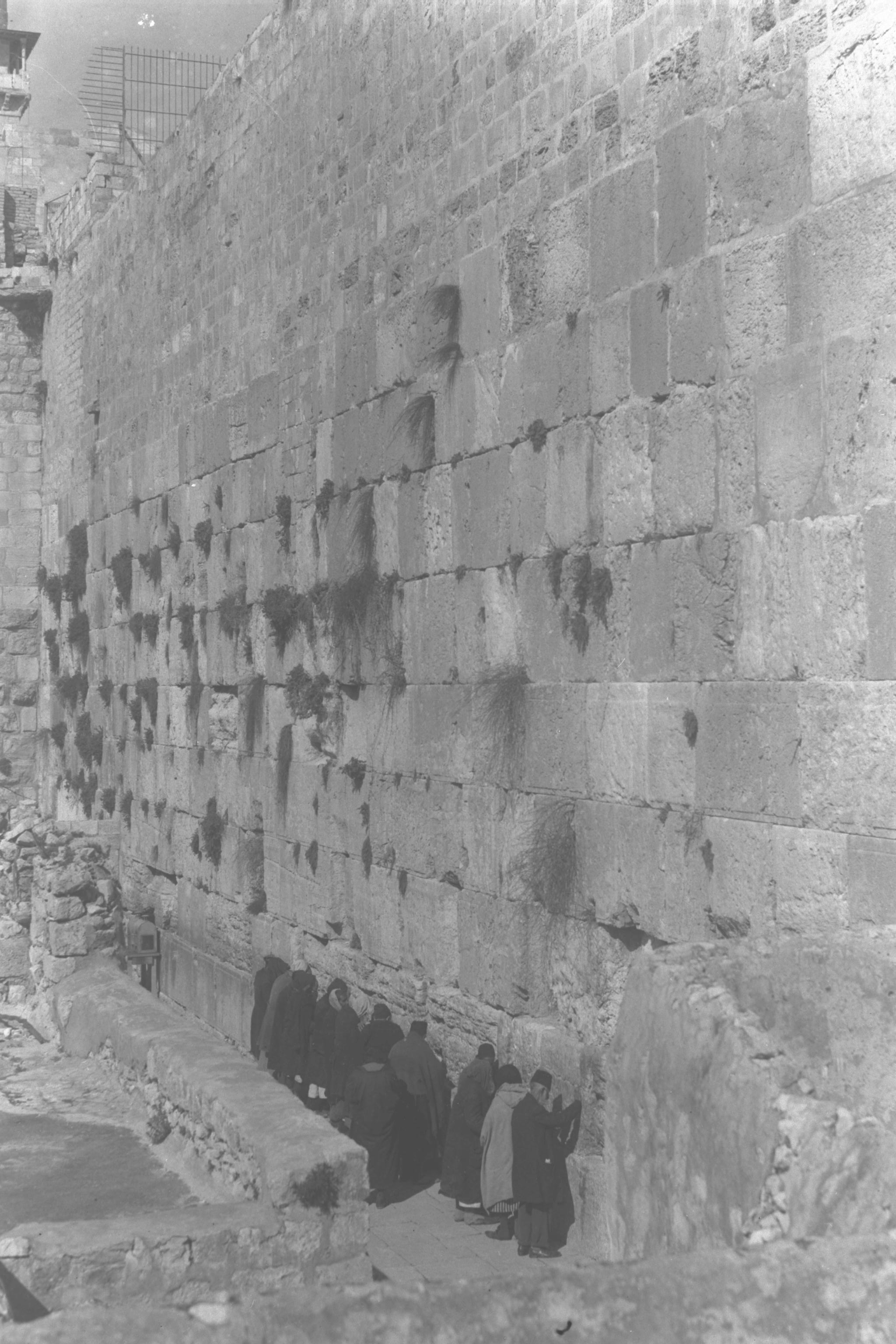
Le mur (1934).
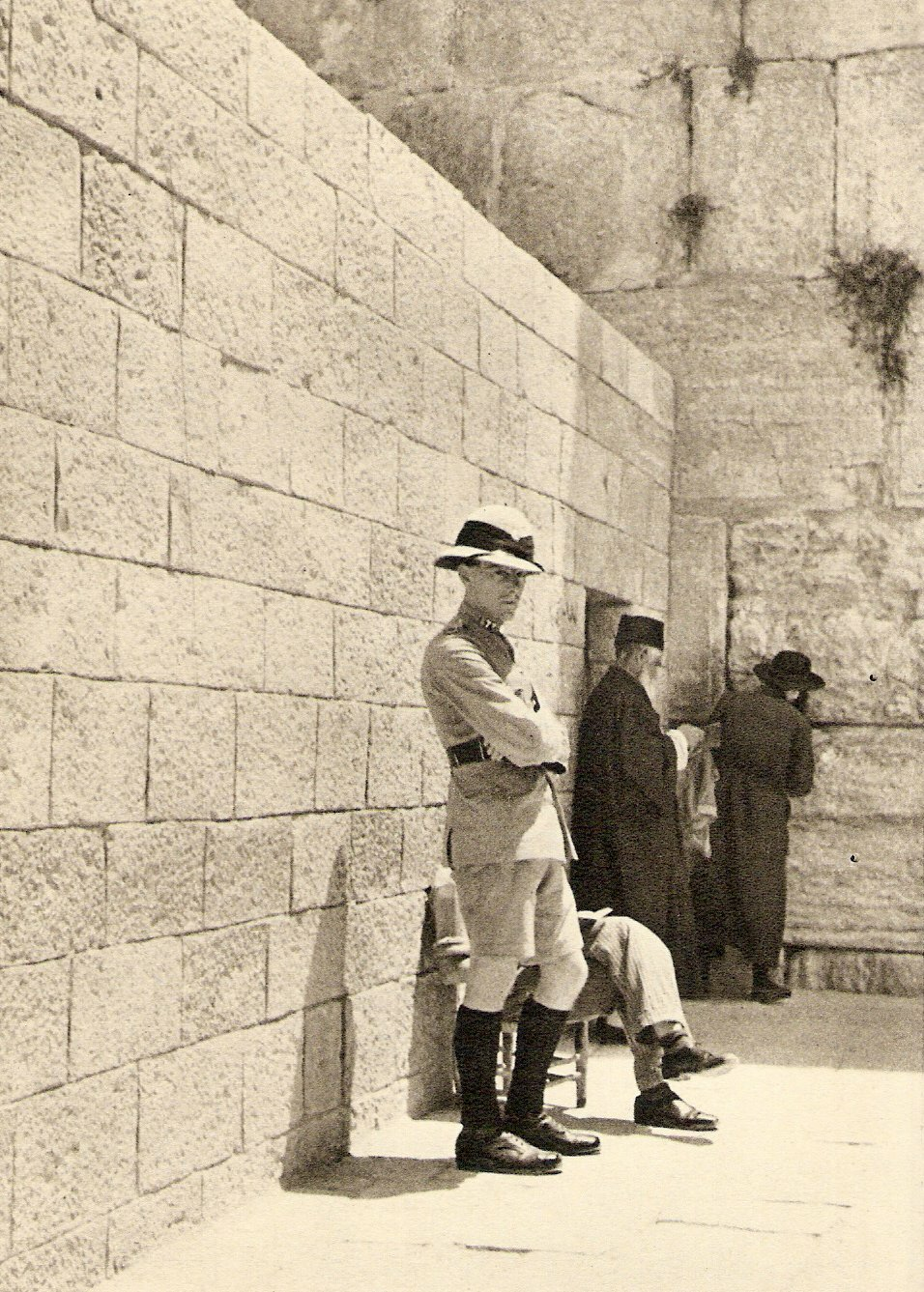
Policier britannique à côté du mur (1934).
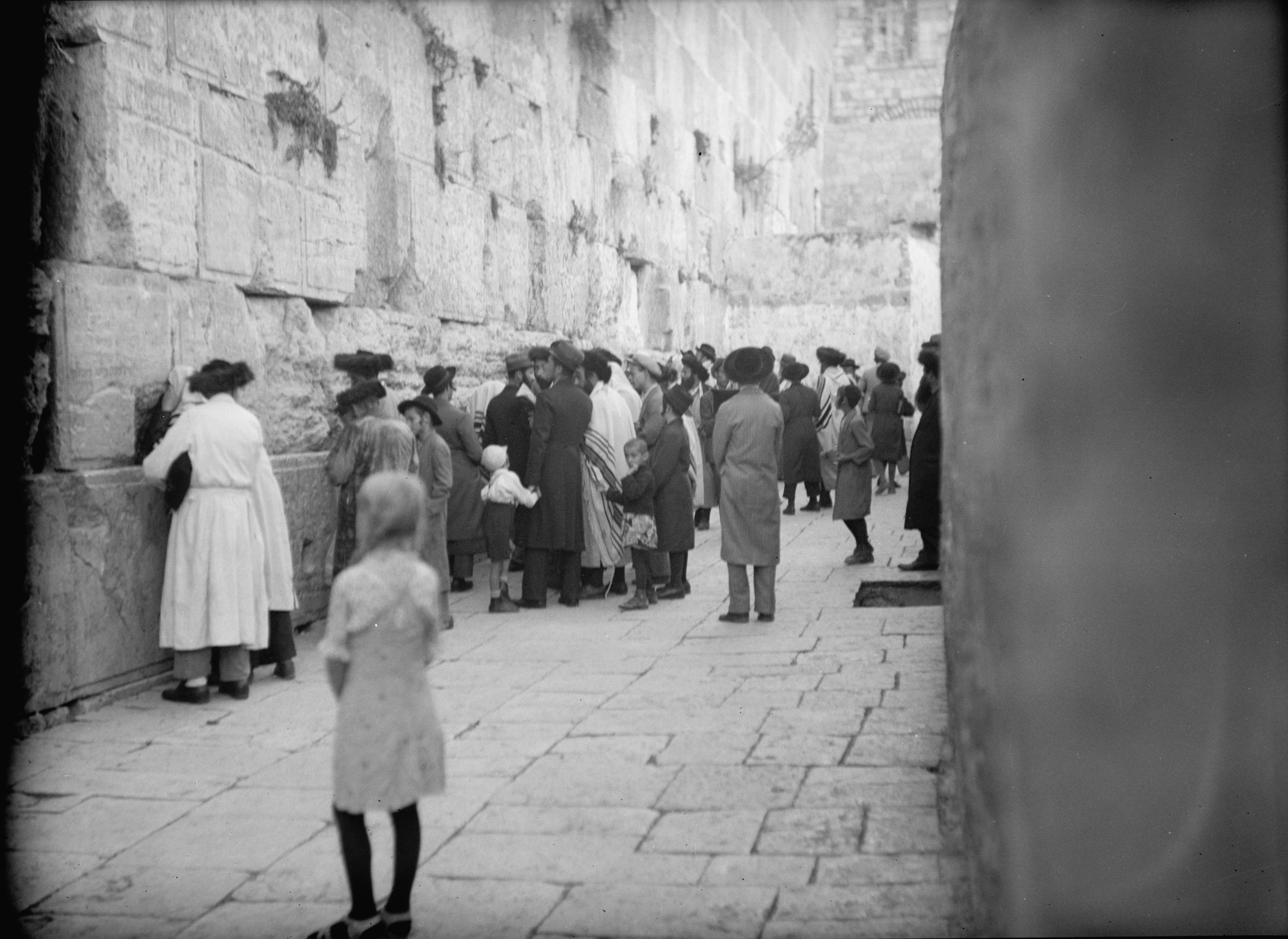
Le mur (entre 1934 et 1939).

### Sous contrôle jordanien
Au cours de la guerre israélo-arabe de 1948-1949, la Légion arabe prend le contrôle de la vieille ville de Jérusalem à compter du 28 mai 1948 ; l'accès au mur est interdit aux Juifs de toutes nationalités par les autorités jordaniennes, en violation flagrante des accords d'armistice signés le 3 avril 1949 entre l' État d'Israël et la Transjordanie, qui deviendra en 1950 le royaume de Jordanie.
Pendant les dix-neuf années qui suivent, les nombreuses demandes par diverses autorités officielles israéliennes et des groupes juifs étrangers, tant aux Nations unies qu'auprès d'autres organismes internationaux, pour mettre en application l'accord d'armistice, restent vaines. Seuls les soldats jordaniens et des touristes peuvent avoir accès au site qui est un temps transformé partiellement en dépotoir et avec des latrines installées en face du mur.

### Depuis la guerre des Six Jours

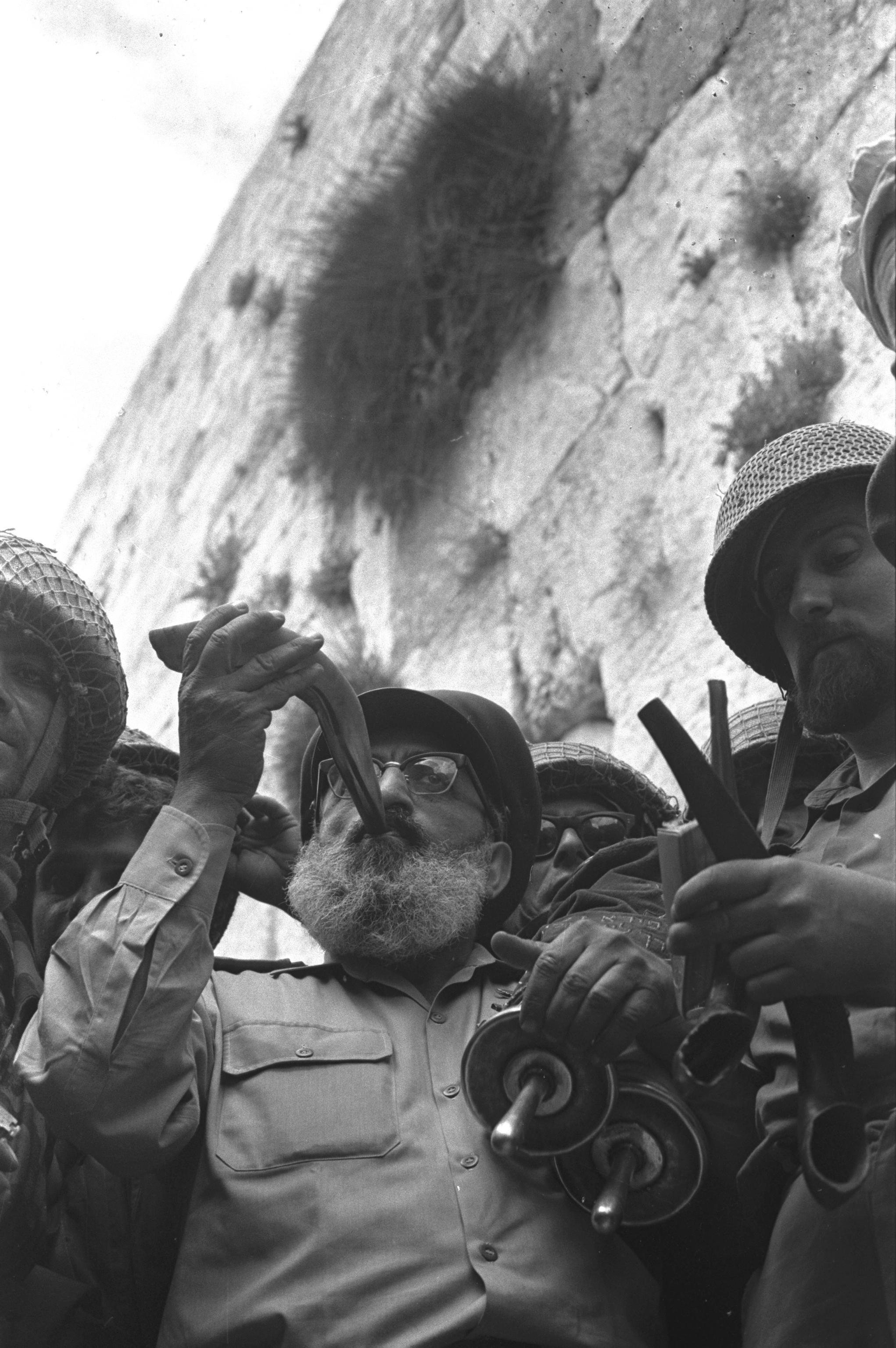
Rabbi Shlomo Goren sonne le shofar, entouré de soldats israéliens, face au mur reconquis (7 juin 1967).

Lors de la guerre des Six Jours, les Israéliens prennent le contrôle de toute la rive droite du Jourdain et donc de la vieille ville de Jérusalem avec le Mur occidental. Pour célébrer cette reconquête dix-neuf siècles après la prise de la ville par Titus, dès que les premiers parachutistes israéliens atteignent le mur le 7 juin 1967, le grand rabbin de Tsahal Shlomo Goren sonne le shofar (il sera plus tard grand rabbin d'Israël). L'accès au Mur occidental, totalement interdit aux Juifs par les autorités jordaniennes depuis le 28 mai 1948, leur redevient enfin possible.

Auparavant, à 10 h, Mordéchaï Gur (en), commandant de la 55e brigade de parachutistes qui la première atteint le mur, et Uzi Narkiss, général commandant de Jérusalem-est, avaient solennellement envoyé au commandant en chef des forces israéliennes le message suivant : 
« Conquérants de Jérusalem, quand les Grecs s’emparèrent de la colline du Temple, les Maccabées la délivrèrent. Lorsque le second Temple fut détruit, Bar Kohba opposa une résistance héroïque aux Romains. Pendant deux mille ans, aucun juif n’avait eu le droit de monter sur la colline  du Temple. Mais maintenant, vous êtes là, et vous avez rendu la colline du Temple à la nation juive. Les battements du cœur de chaque juif sont voués au Mur occidental. Ce mur est de nouveau entre nos mains. »

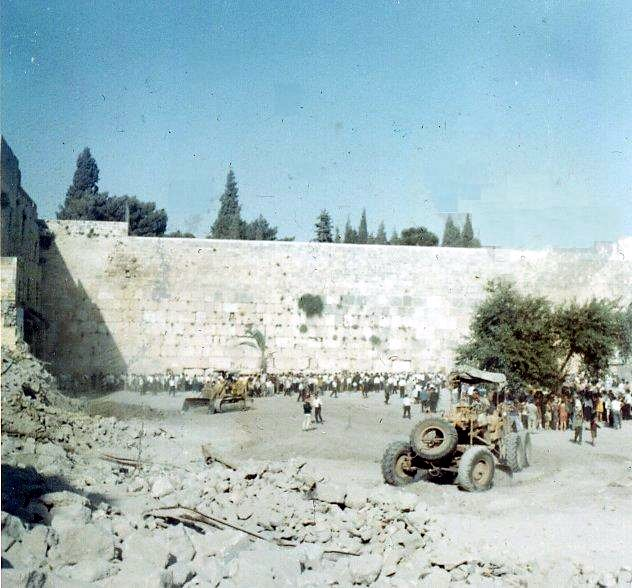
Dégagement de l'esplanade devant le Kotel (juillet 1967).

Dès le lendemain, afin de créer l'esplanade actuelle, l'armée israélienne entame la destruction de cent trente-huit maisons arabes établies sur plus d'un hectare devant le mur (soit le Quartier marocain) et expulse les six cent cinquante habitants, car avant mai 1948, les Juifs venus y prier étaient obligés de se contenter des 3,60 mètres de large existant entre les maisons et le mur, comme les documents photographiques le confirment,.

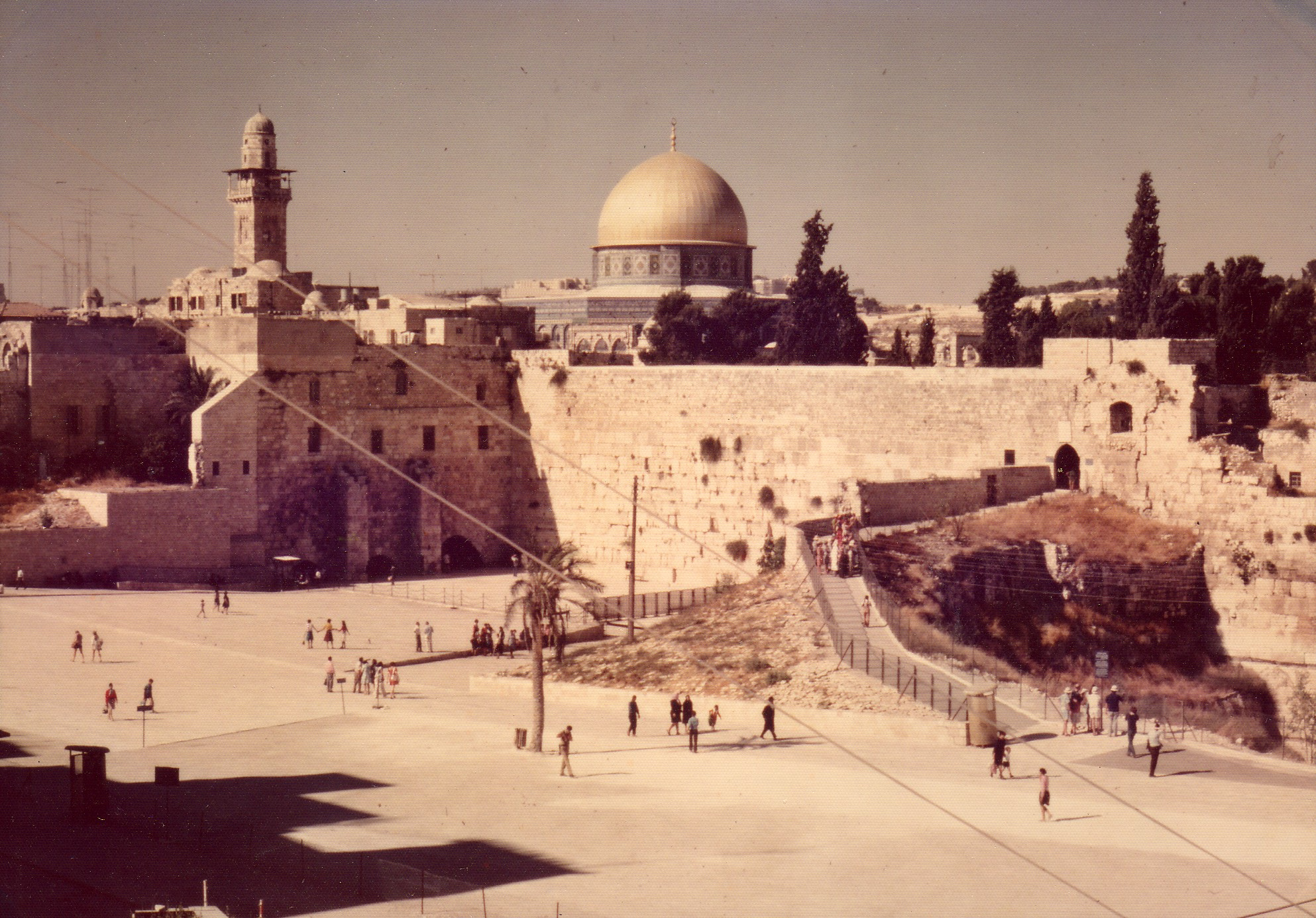
L'esplanade ou plaza devant le Mur occidental, après les grands travaux d'accessibilité, la rampe des Maghrébins sur la droite, à l'époque, sans contrôle de sécurité (1974).

Les autorités jordaniennes, depuis l'armistice du 3 avril 1949 conclu avec Israël, auraient dû, selon les dispositions dudit armistice, garantir le libre accès aux Juifs pour s'y rendre mais cette disposition ne fut jamais appliquée par les Jordaniens. Après la victoire israélienne, le reste du quartier voit donc le retour de Juifs et l'établissement de yechivoth.

### Depuis 1967

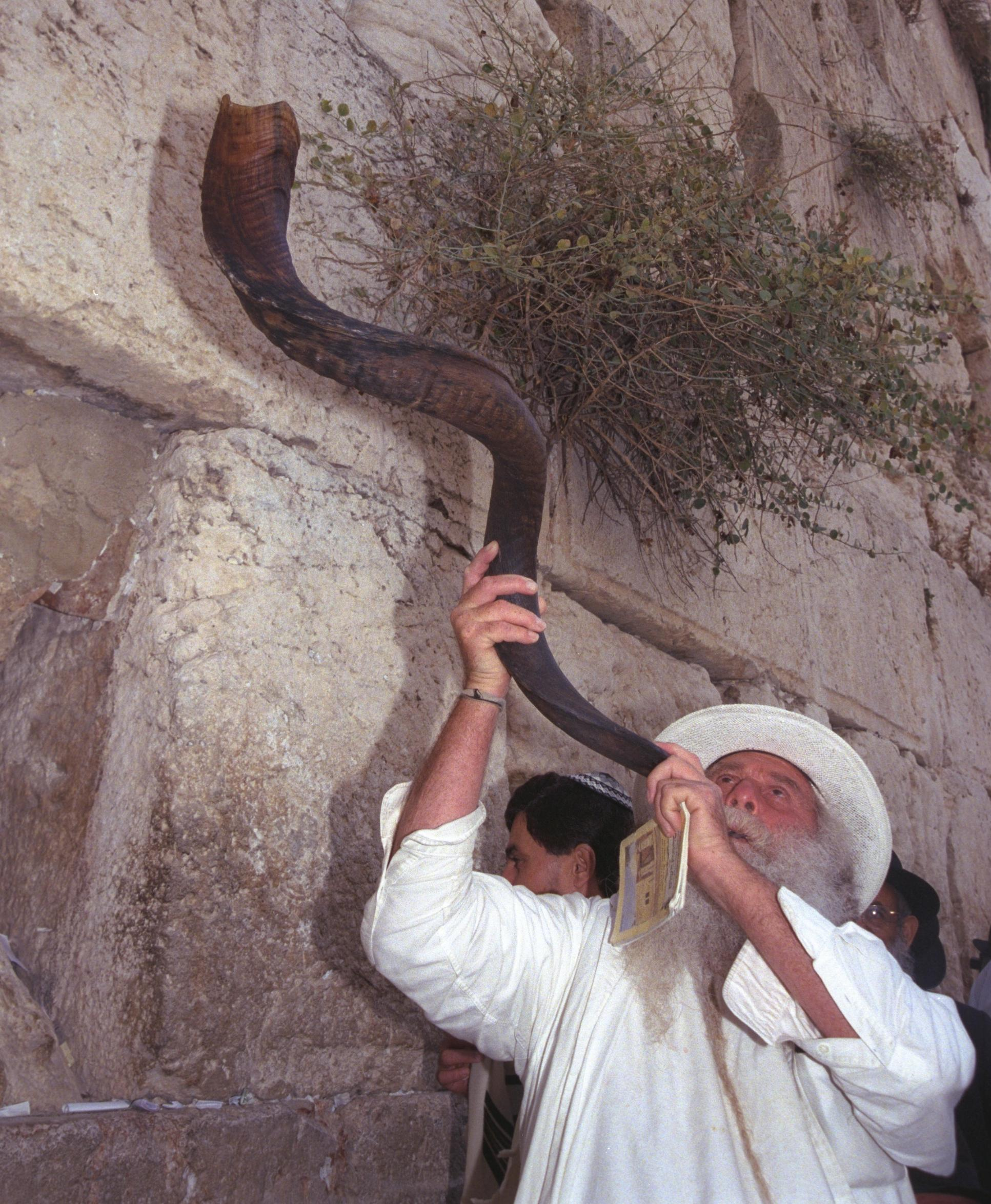
Le chophar à Roch Hachana (1998).

Le rabbin Yehuda Getz est nommé en 1968, rabbin du Mur occidental du Temple, fonction qu'il exercera jusqu’à son décès en 1995 ; son successeur est le rabbin Shmuel Rabinovitch (en).
Après la guerre des Six Jours, le ministère des Affaires religieuses commence une excavation rigoureuse sur toute la longueur du Mur occidental. Ce processus permet de révéler les tunnels du mur quelque vingt ans plus tard. Malgré les nombreux obstacles politiques rencontrés par ce projet, les archéologues découvrent 2000 ans d'histoire de Jérusalem à travers notamment d’anciennes citernes, des arches de pierre, des aqueducs de la période hasmonéenne, le bassin de Struthion (documenté par Flavius Josèphe) ou des vestiges de la route qui longeait le Mont du Temple à l'époque hérodienne,.

## Le mur, aujourd'hui

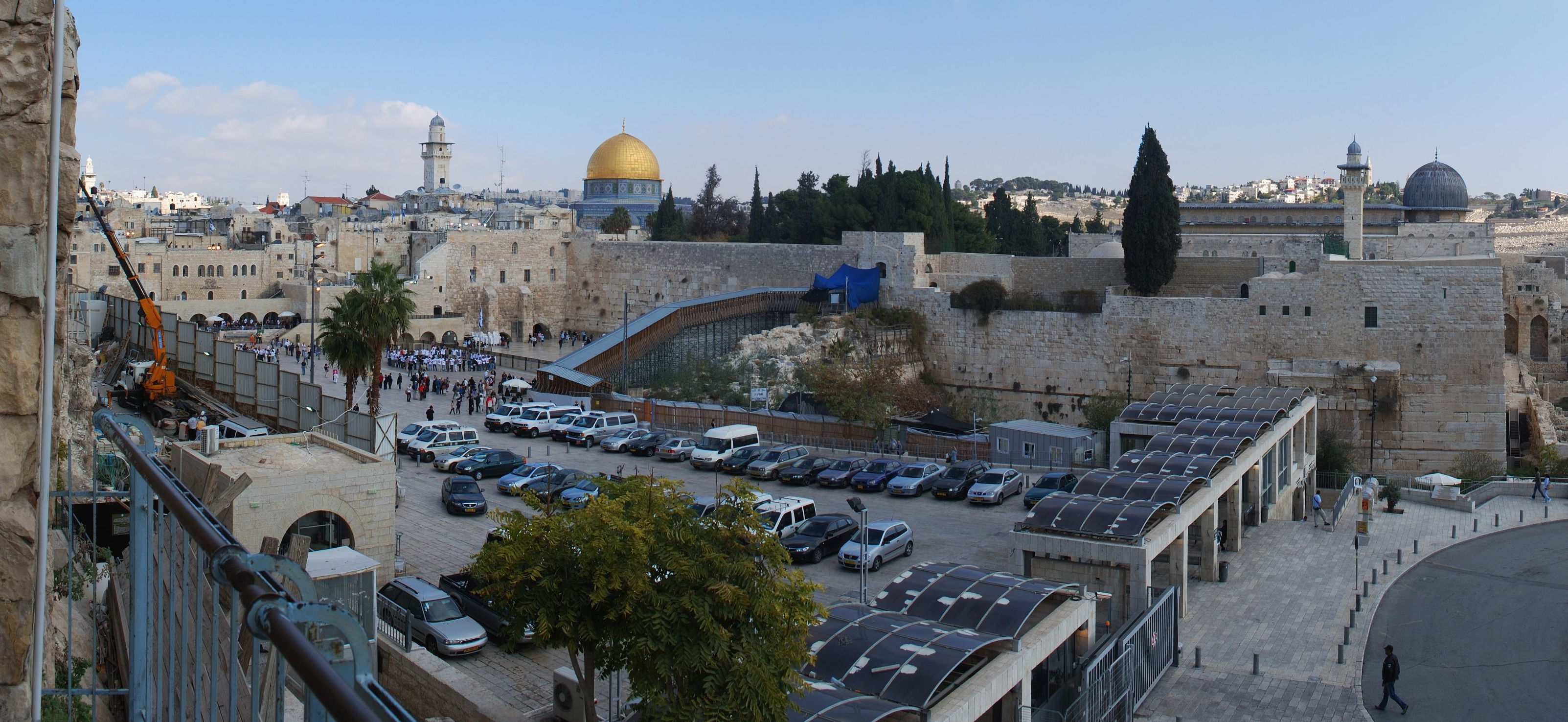
Vue d'ensemble de l'esplanade : entrée et contrôle au premier plan, lieu de prière ancestral au fond, à gauche du pont des Maghrébins avec son accès (en bleu) à l'esplanade des Mosquées (2009).

De l'extérieur de la vieille ville, tout le monde peut accéder à l'esplanade devant le mur par une porte des remparts, la porte des Maghrébins ou encore porte des Détritus (C'était le nom de cette porte jusqu'en 1540, car c'est par cette porte que le fumier/ordures étaient sortis), et les contrôles de police y sont stricts pour que l'endroit reste un lieu de paix. Cette porte donne aussi accès au quartier maghrébin et à l'ancien et à nouveau florissant quartier juif de la vieille ville de Jérusalem.

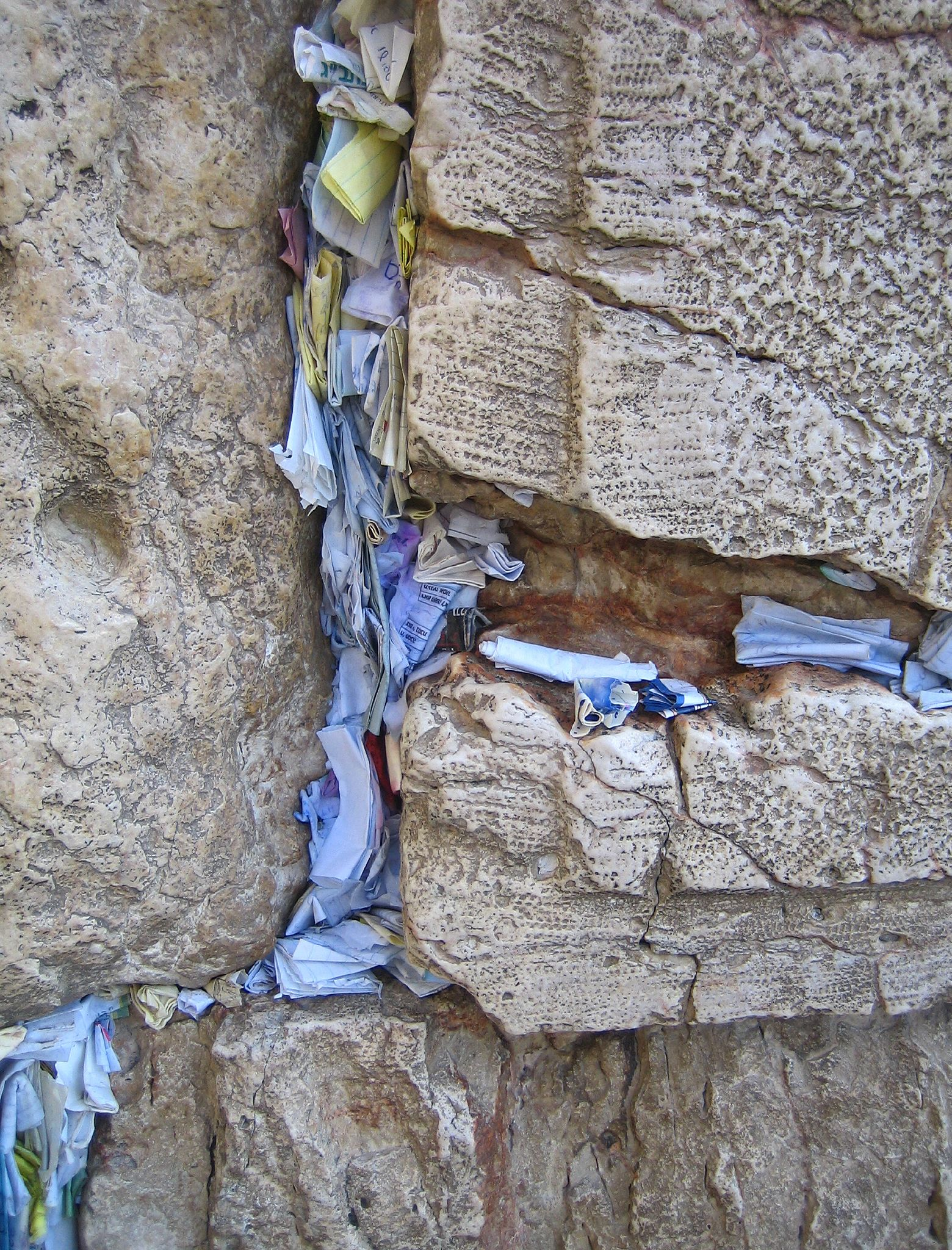
Prières et souhaits insérés entre les pierres du mur.

Le site de l'esplanade, séparé en trois parties (tout public, hommes, femmes), est fréquemment choisi pour des célébrations et cérémonies, en particulier celles de bar-mitsvah.
Les salles souterraines bordant la section des hommes comprennent de nombreuses arches saintes où sont rangés des rouleaux de la Torah utilisés lors des offices de prière qui se tiennent à toute heure. C'est aussi au nord du mur que s'amorce le tunnel du Mur occidental (dont la sortie est sur la via Dolorosa), accessible au public sur rendez-vous.
Beaucoup de visiteurs sacrifient à la coutume de déposer des papiers contenant des souhaits ou des prières dans les fentes et crevasses du mur. Plus d'un million de notes sont déposées chaque année et il y a possibilité d'en faire déposer par courriel. La première mention de cette coutume est attribuée au rabbin Chaim ibn Attar (en), avant 1743.

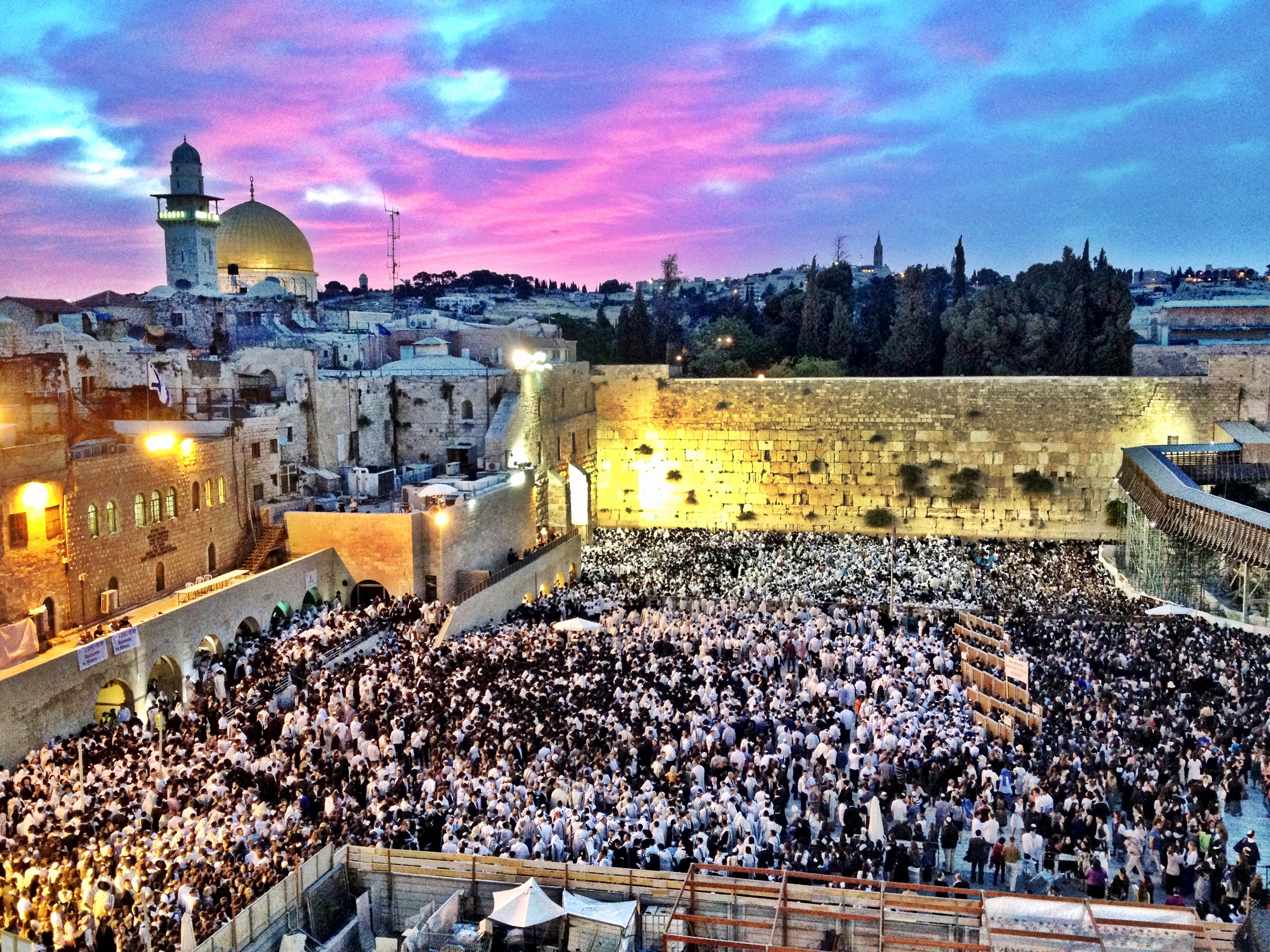
Le mur lors de la fête de Chavouot (2012).

À l'extrémité sud du Mur occidental, on distingue nettement le départ de l'arche de Robinson (du nom de l'archéologue l'ayant le premier étudiée) qui supportait jadis les escaliers permettant de monter de la rue au mont du Temple. Au pied de cette arche a été découverte la pierre d'Isaïe sur laquelle est gravé en hébreu le verset Isaïe 66,14 : « וראיתם ושש לבכם ועצמותיכם כדשא תפרחנה » (« Vous le verrez, et votre cœur se réjouira, et vos os reprendront vigueur comme l'herbe reverdit »). Elle se trouve sous l'arche de Robinson dans le parc archéologique Davidson.
En 2016, est lancé le projet d'un train reliant Tel Aviv et l'aéroport Ben Gourion à Jérusalem en une demi-heure, avec une station sous le Kotel et un ascenseur pour y conduire directement les visiteurs.
Le 28 mai 2017, le cabinet israélien approuve la construction d'un ascenseur permettant d'accéder plus facilement au mur à partir du quartier juif de la vieille ville de Jérusalem, le seul accès ouvert aux personnes handicapées étant en 2017 celui de la porte des Maghrébins.

### Espace de prière mixte

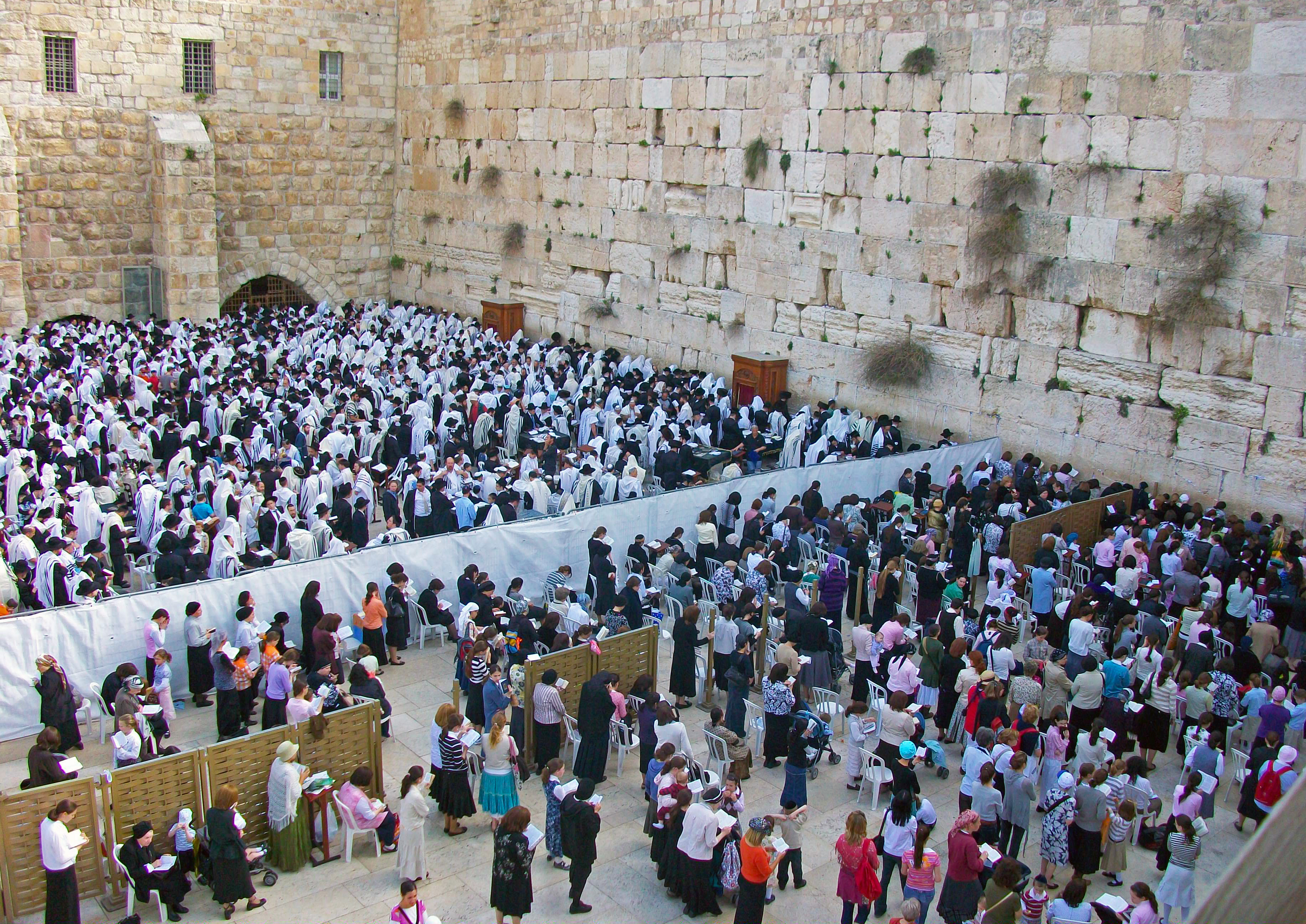
Espace de prière principal où hommes (à gauche) et femmes sont séparés.

Le projet d'établir un espace de prière mixte donne lieu à une lutte pendant plusieurs décennies des Juifs réformés et conservateurs avec la direction religieuse orthodoxe d’Israël. Le conflit débute en juillet 1968 lorsque des membres de l'Union mondiale pour le judaïsme progressiste, soutenant que « le mur est un lieu de pèlerinage pour tous les Juifs, pas pour une branche particulière du judaïsme », se voient refuser le droit de pratiquer un service mixte. En 1988, l'association Femmes du Mur des Lamentations (Women of the Wall, WOW) est créée et lance une campagne pour que les prières non orthodoxes soient reconnues.

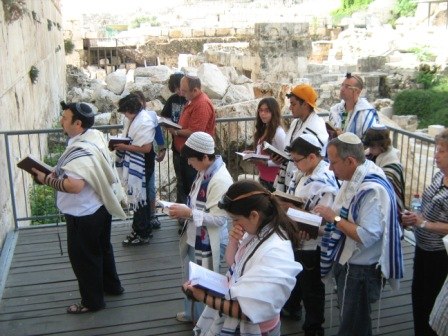
Juifs priant sur la récente partie mixte du mur, installée en hauteur (2010).

Après de multiples péripéties parfois violentes (Haredim lançant des injures voire des chaises sur les femmes), en juillet 2016 les partisans de l'établissement d'un espace de prière mixte en appellent une nouvelle fois à la Cour suprême. Des heurts avec la police ont lieu le 2 novembre 2016 lorsque des femmes, soutenues par des Juifs réformés et conservateurs, vont prier au mur avec un rouleau de la Torah. En décembre 2016, un débat à la Knesset ne résout toujours pas le problème mais, le 11 janvier 2017, dans un arrêt qualifié d'historique, la Cour suprême d'Israël donne au gouvernement un délai de trente jours pour trouver un « motif satisfaisant » qui justifierait que les femmes ne puissent pas lire à haute voix des parties de la Torah lors d'offices religieux devant le mur des Lamentations,.
Le 31 janvier 2016, le gouvernement d'Israël approuve l'établissement de cet espace de prière mixte au sud du mur, à l'endroit de l'arche de Robinson, en plus des deux sections réservées l'une aux hommes, l'autre aux femmes. Il prévoit de nommer un comité pour gérer cet espace.
Cette décision suscite l'opposition des orthodoxes ainsi que de plusieurs archéologues. Le ministre du Waqf islamique s'y oppose aussi, estimant que le mur est « un site saint islamique exproprié par Israël » et qu'il s'agit d'une tentative de modifier le statu quo en vigueur depuis 1967.

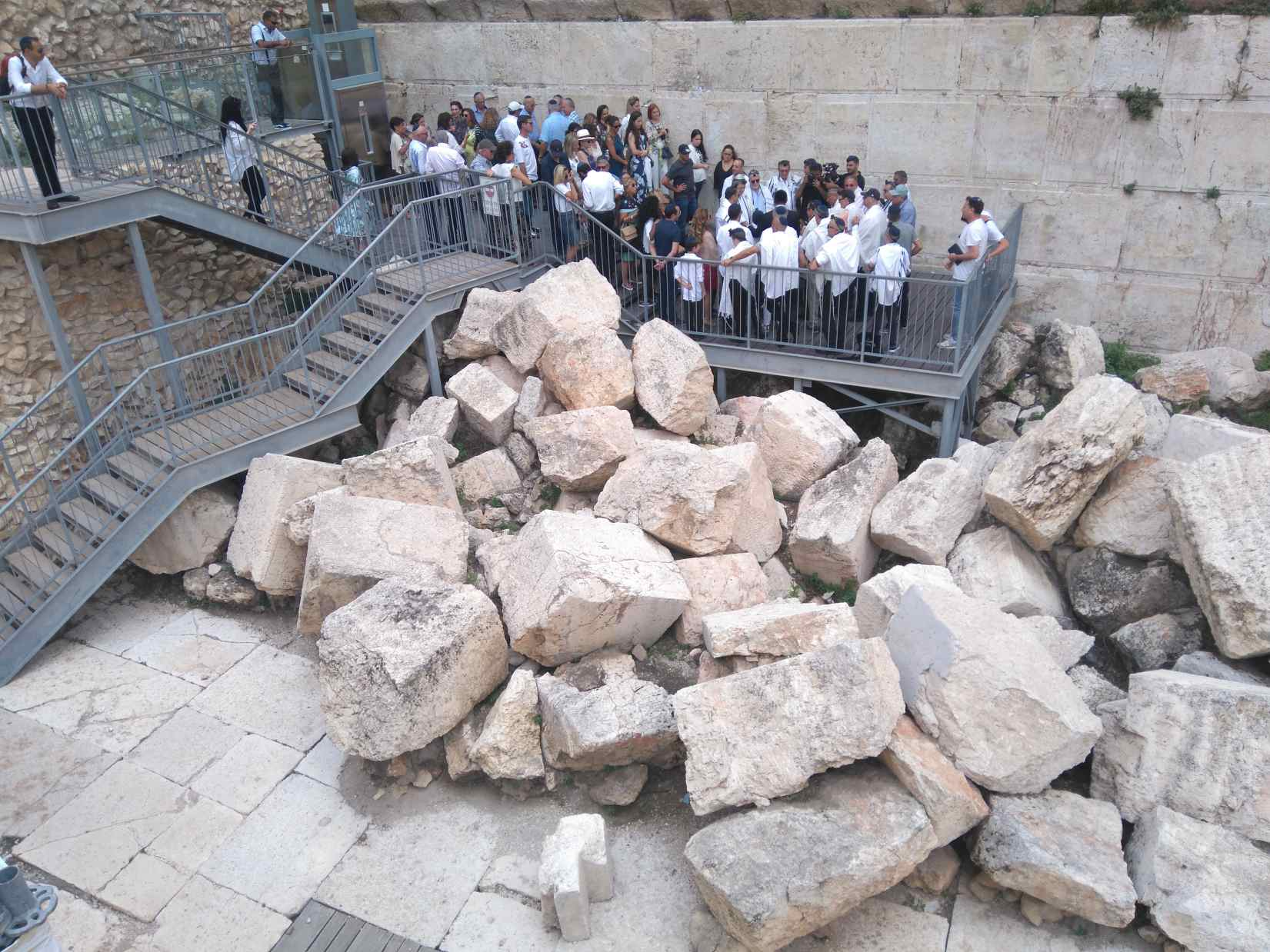
Espace mixte au sud de la rampe des Maghrébins lors d'une bar-mitzvah (mai 2018).

Le 25 juin 2017, le gouvernement d'Israël annonce le gel partiel de la mise en place du projet. Quoique seule soit suspendue la création du comité devant gérer l'espace mixte, et que les travaux d'aménagement continuent, cette décision déclenche une tempête de protestations. Les travaux n'ont pas été suspendus, mais en octobre 2017 le ministre de la Coopération régionale et chef du judaïsme de la Diaspora, Tzachi Hanegbi, annonce que, même amélioré, le site de prière mixte près de l'Arche de Robinson ne disposerait pas d'entrée commune avec les autres espaces de prière du Mur occidental.
En décembre 2021, le Premier ministre Naftali Bennett et le ministre des Affaires religieuses Matan Kahana décident de geler les plans de mise en œuvre de l’accord de compromis « du Mur occidental » face à l'opposition tenace du Likoud et des Harédim.
En février 2023, dans un point d’étape détaillé adressé à la Cour suprême d'Israël, le gouvernement a déclaré vouloir mettre en œuvre une décision de 2017 pour « construire et officialiser » la section sud du mur Occidental, également connue sous le nom d’Ezrat Yisrael ou Arche de Robinson, utilisée par les Juifs non orthodoxes pour les prières mixtes.

### Chutes de pierres du mur
Malgré l'effondrement de morceaux de pierre du mur en 2004 sur l'esplanade de prière principale et celui en juillet 2018 d'une pierre d'environ 100 kilos sur la zone de prière mixte et pluraliste où se réunissent notamment les membres de l'association les Femmes du mur, à proximité de l’Arche de Robinson, les archéologues affirment que le mur n'est pas près de s'effondrer, alors que le chercheur Zachi Dvira (en), directeur du (en) Temple Mount Sifting Project, soutient au contraire qu'il est en péril.

## Galerie

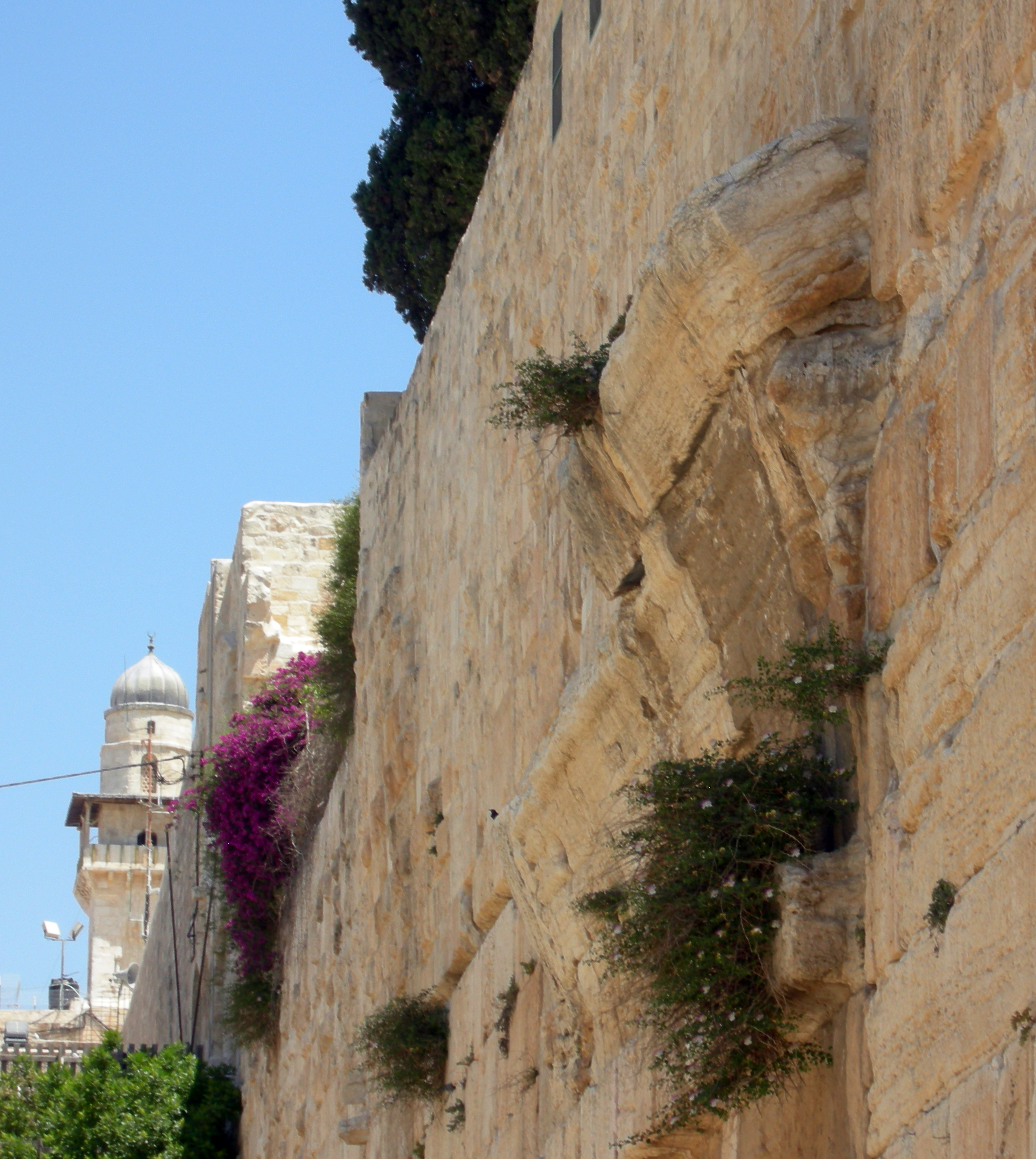
Arche de Robinson.
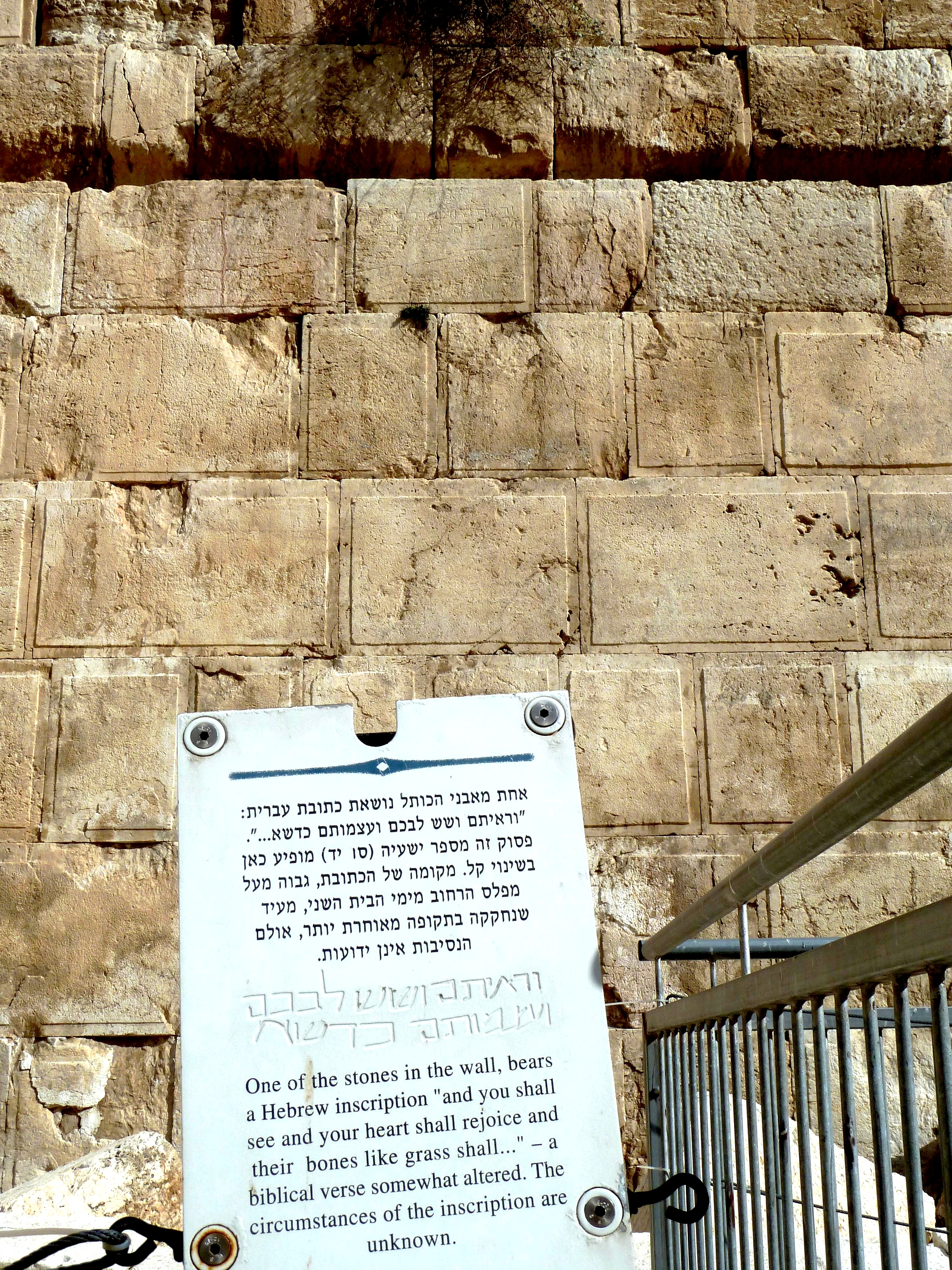
La pierre d'Isaïe en haut au centre.
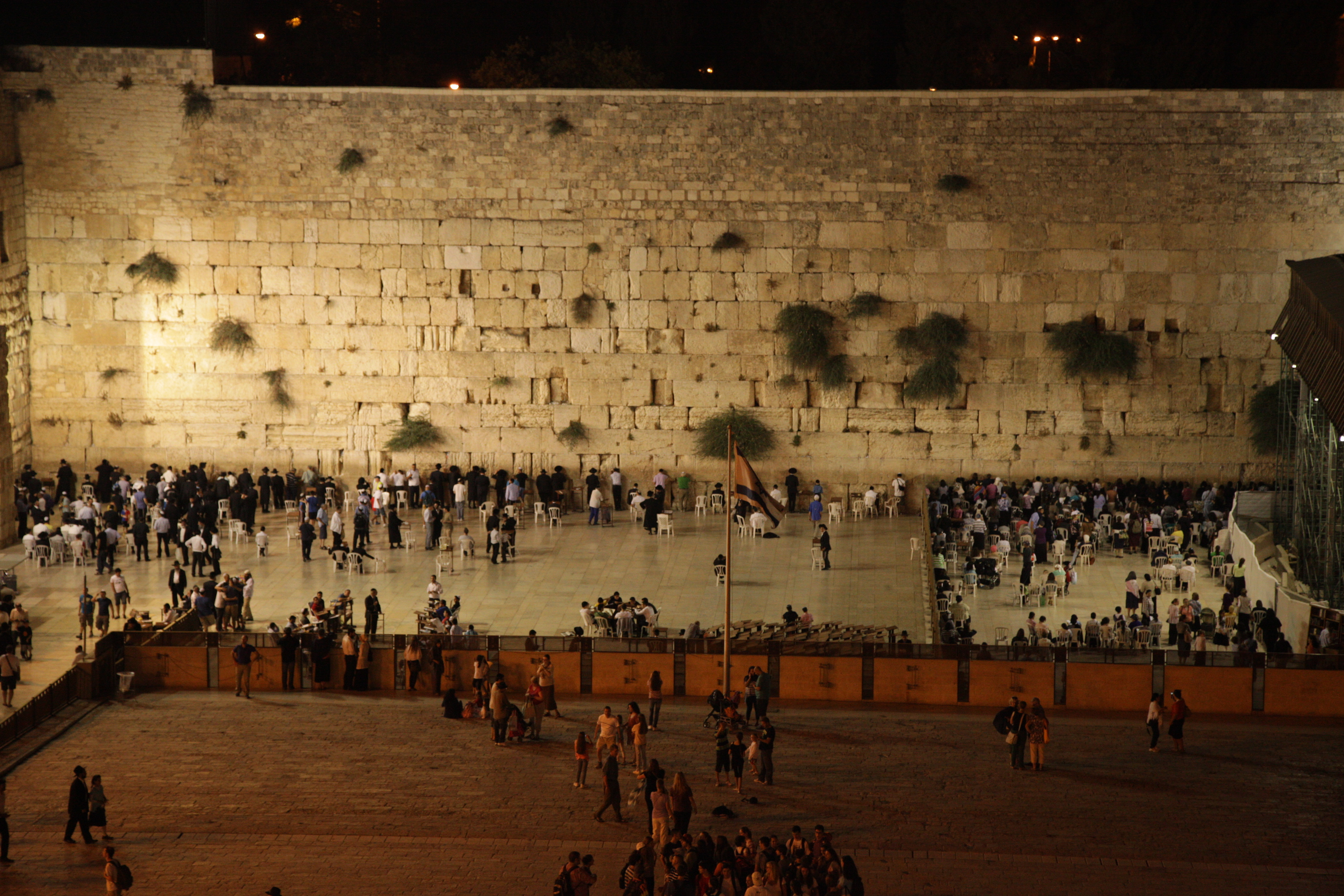
Prières la nuit.
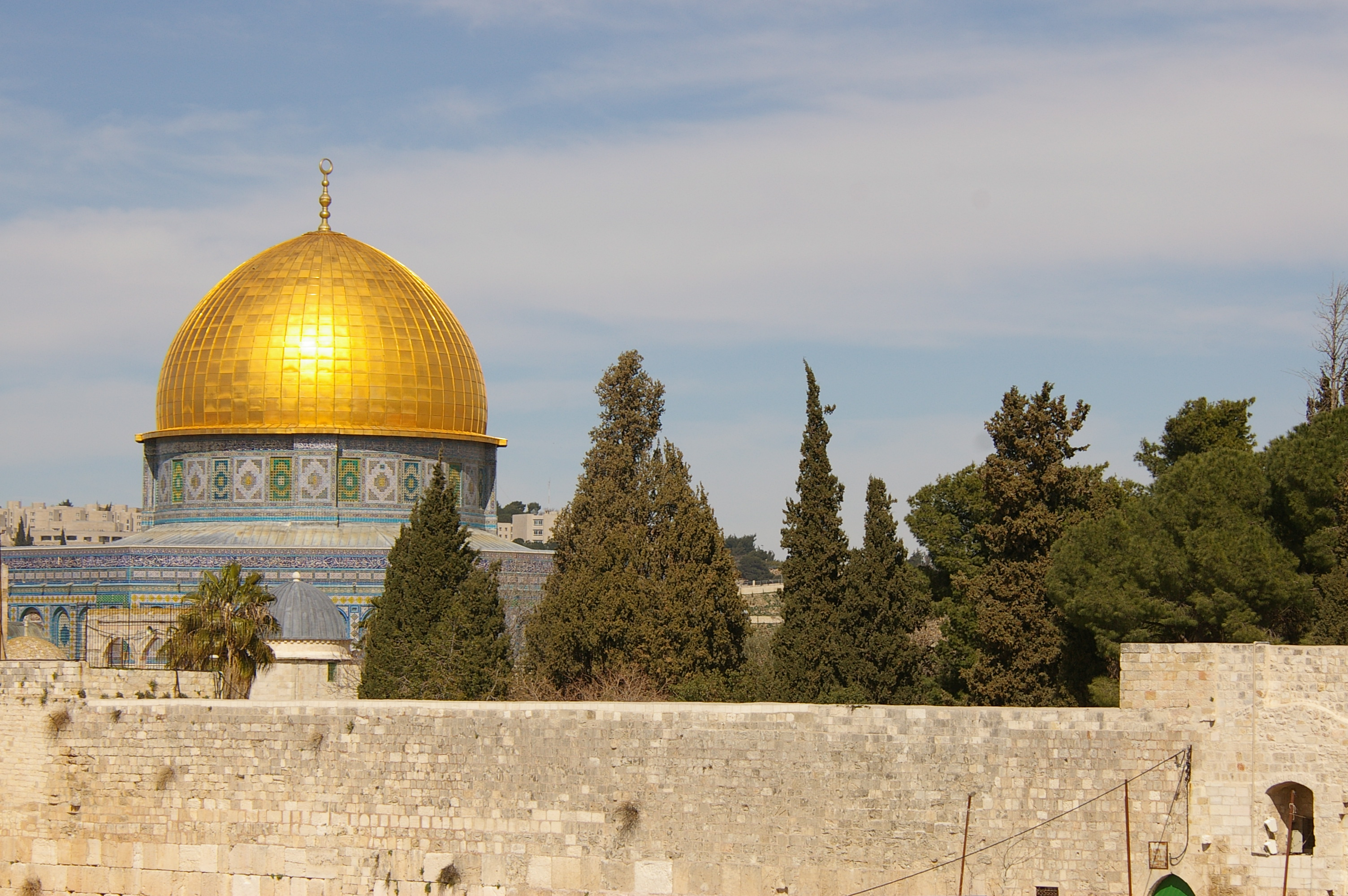
Le mur, dont on voit ici la partie supérieure, est surmontée par l'esplanade où se trouve le dôme du Rocher et aussi la mosquée al-Aqsa.
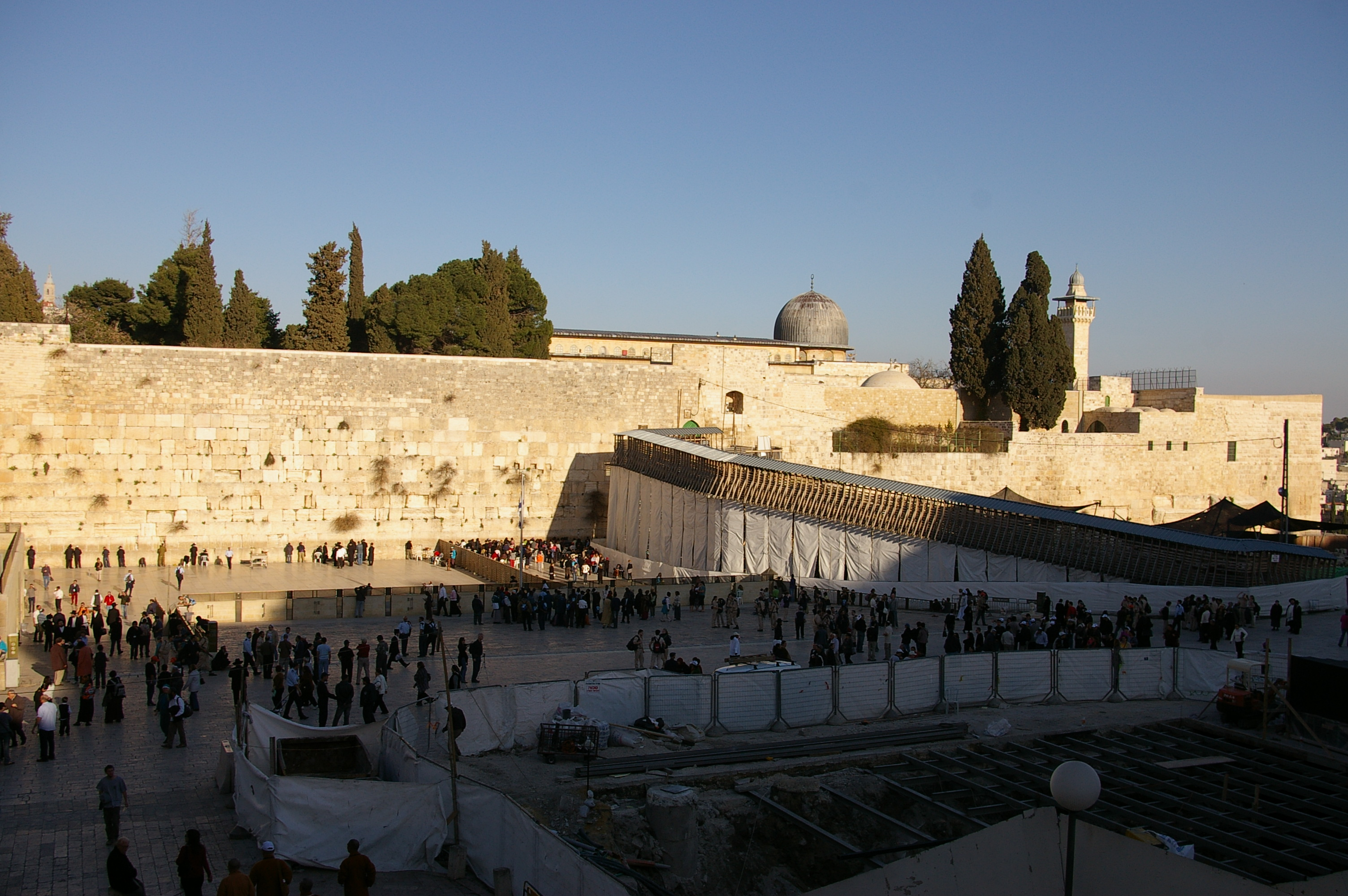
L'esplanade du Mur, avec à gauche la section des hommes et à droite, celle des femmes, la passerelle pour les touristes visitant les mosquées et la mosquée Al-Aqsa.
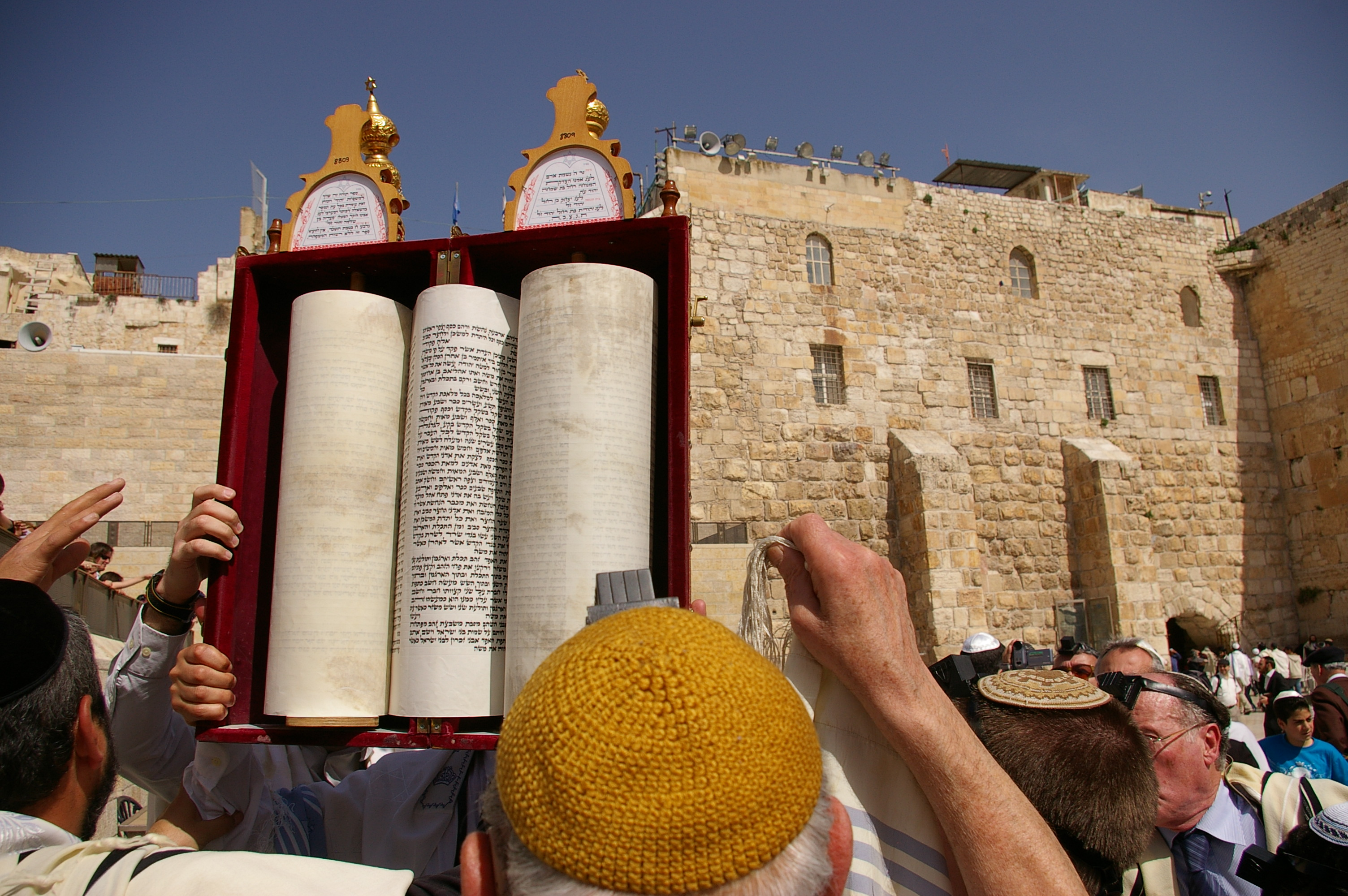
Tous les jours de lecture de la Torah, un Sefer Torah est brandi devant les fidèles avant la lecture de la parasha. Les Sefarim sont rangés dans les salles souterraines dont on voit l'entrée au coin nord du mur, à droite.
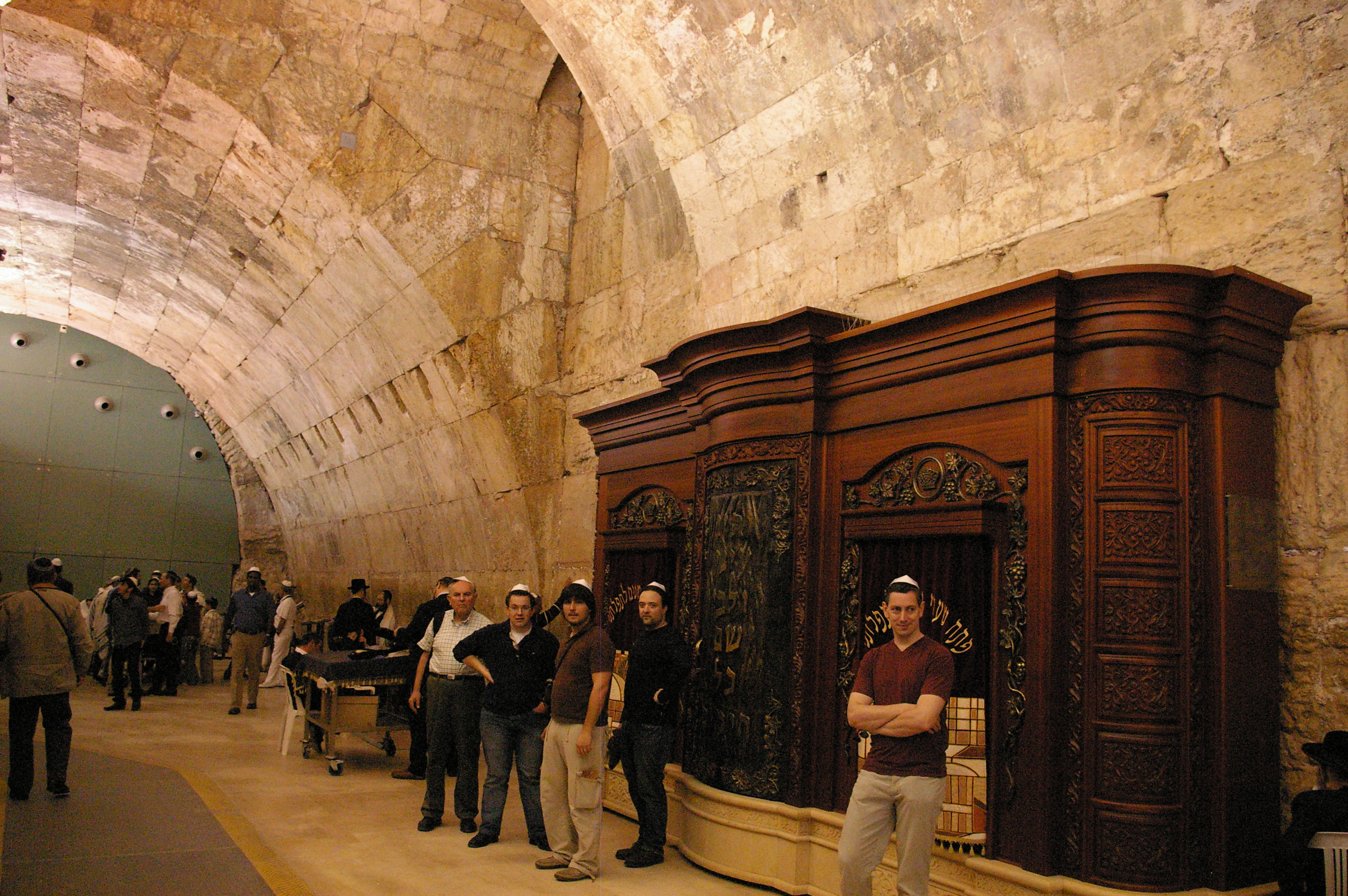
Salle souterraine du Kotel où sont rangés les sefarim.
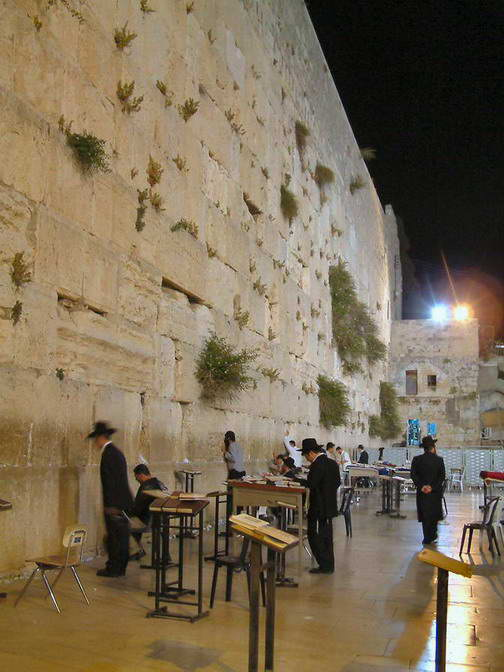
Le Mur occidental, la nuit.
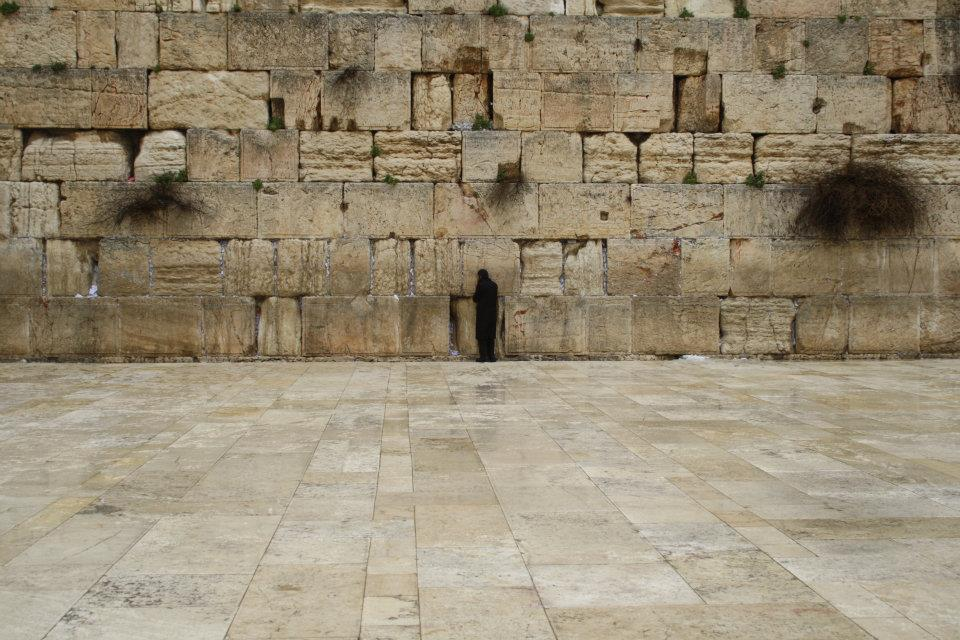
Homme priant au Mur occidental (2012).
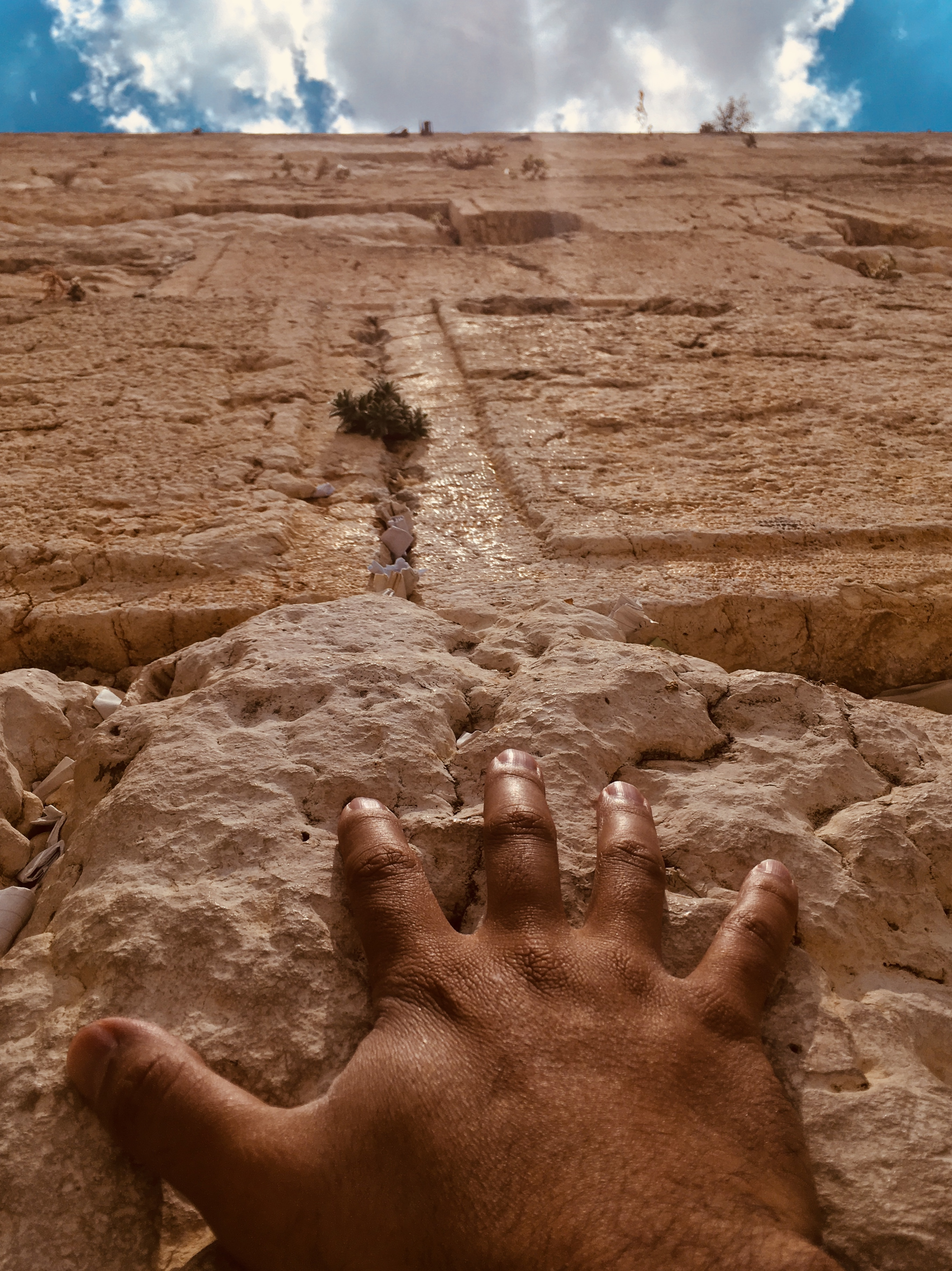
Vue à toucher le mur des Lamentations (juin 2018).

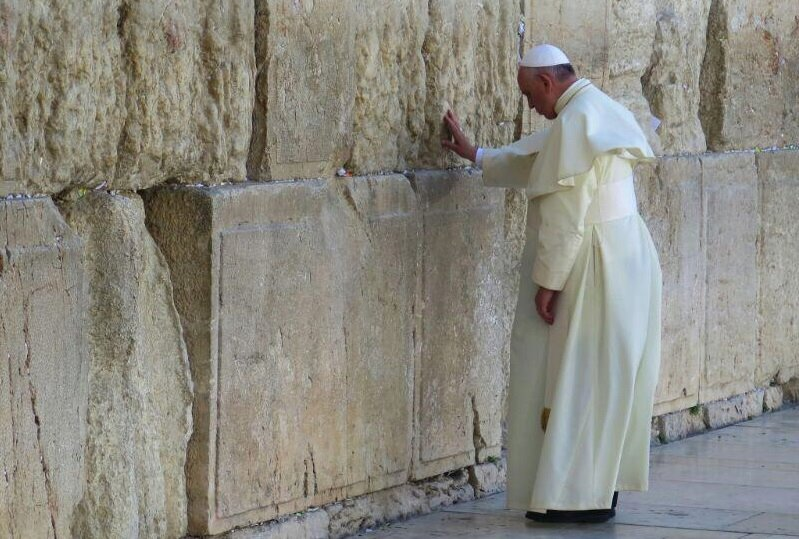
Le pape François au Mur occidental en 2014.

## Visites de chefs d'État
De nombreux chefs d'État en visite officielle en Israël ne manquent pas de visiter le Mur occidental. Ce fut le cas de papes venus péleriner : Jean-Paul II en 2000 et François en 2014, qui y ont glissé leur feuille de prières devant les caméras. En visite en terre sainte, les papes Paul VI en 1964 (alors que le mur n'était pas « libéré ») et Benoît XVI en 2009 ne s'y sont pas rendus.
Ce fut aussi le cas du président des États-Unis, Donald Trump, le 22 mai 2017, des présidents de la République française, Jacques Chirac, le 22 octobre 1996 et Emmanuel Macron, le 22 janvier 2020.

## Références

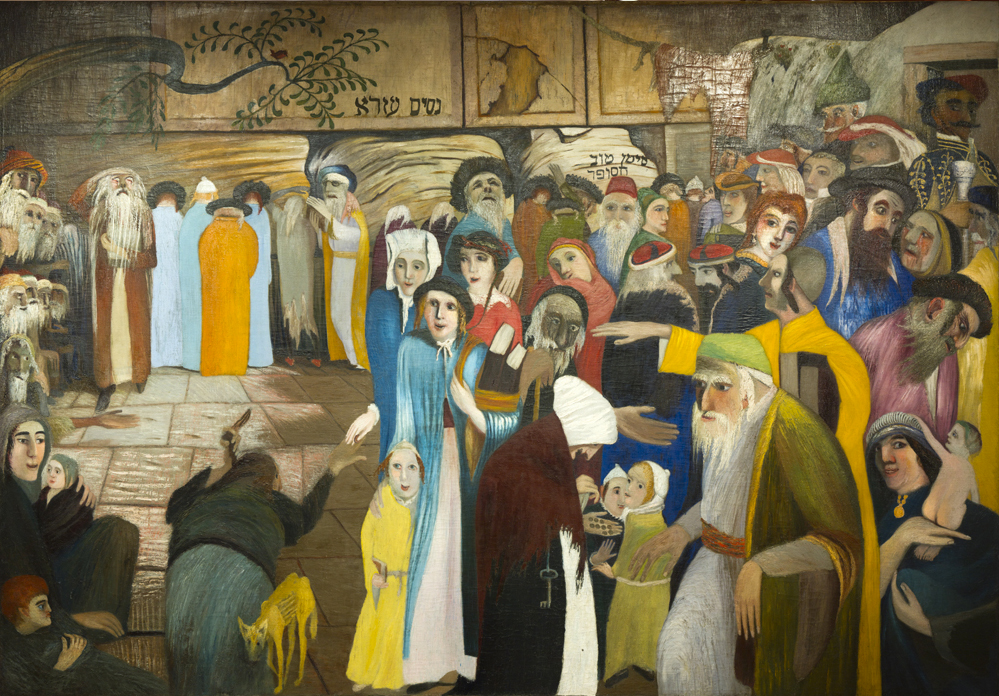
Entrée au mur des Lamentations à Jérusalem, Tivadar Kosztka Csontváry (1904).